# Béni Abbès
Pour les articles homonymes, voir Beni et Abbes.
Béni Abbès (en arabe : بني عباس, en tamazight : ⴰⵝ ⵄⴱⴱⴰⵙ, Aṭ Ɛabbas) est une commune de la wilaya de Béni Abbès, située à 250 km au sud-ouest de Béchar et à 1 200 km au sud-ouest d'Alger. Elle est le chef-lieu d'une nouvelle wilaya depuis 2021.
Pôle touristique aux portes du Grand Erg occidental, la ville est également surnommée la « Perle de la Saoura » ou l'« Oasis blanche ».

## Géographie

### Situation
Le territoire de la commune de Béni Abbès est situé au centre de la wilaya de Béchar.
| Igli      | Igli, Taghit | Tamtert |
| Tabelbala | Béni Abbès   | Tamtert |
| Tabelbala | Kerzaz       | Tamtert |

### Relief
Béni Abbès est bâtie sur une colline rocheuse sur la rive gauche de l'oued Saoura. La ville est bordée au nord, à l'est et à l'ouest par le Grand Erg occidental et au sud et au sud-ouest par la vallée de la Saoura. À 50 km au sud, se trouvent les chaînes d'Ougarta (à côté de l'oasis d'Ougarta).

Panorama à 180° de Béni Abbès.

### Climat
Béni Abbès bénéficie d'un climat désertique chaud (classification de Köppen BWh) typique du Sahara avec des étés très longs et extrêmement chauds et des hivers courts et très doux. Le climat y est largement hyper-aride et extrêmement sec toute l'année puisque les précipitations annuelles moyennes sont environ de 36 mm. La sécheresse y est encore plus accentuée durant l'été, où l'on enregistre 0 mm de précipitations entre juin et août. À des occasions exceptionnelles, des orages violents peuvent se produire à cause de masses d'air plus frais venant du nord qui rencontrent les masses d'air brûlant venues directement du désert surchauffé pendant la journée. En été, la chaleur est extrême et prend un caractère persistant : les températures moyennes maximales sont supérieures à 44 °C en juillet (le mois le plus chaud) mais tournent plutôt autour de 45 °C entre juin et septembre. Les températures sont agréables et modérément élevées en hiver mais seulement la journée car dans les étendues désertiques, il n'y a rien pour retenir la chaleur et les températures minimales moyennes avoisinent 4 °C. Le ciel est dégagé et clair toute l'année et les journées couvertes restent très rares, si existantes. La température moyenne journalière annuelle avoisine 24,3 °C à Béni Abbès.
| Mois                              | jan. | fév. | mars | avril | mai  | juin | jui. | août | sep. | oct. | nov. | déc. | année |
| --------------------------------- | ---- | ---- | ---- | ----- | ---- | ---- | ---- | ---- | ---- | ---- | ---- | ---- | ----- |
| Température minimale moyenne (°C) | 4,3  | 7,6  | 11,3 | 15    | 20   | 24,6 | 27,9 | 27,6 | 23,5 | 18,8 | 10,4 | 5,2  | 16,35 |
| Température moyenne (°C)          | 11   | 14,4 | 19,3 | 24    | 28,6 | 33   | 36   | 35,7 | 32,1 | 27,2 | 18,5 | 12   | 24,3  |
| Température maximale moyenne (°C) | 17,7 | 21,2 | 27,3 | 33    | 37,1 | 41,4 | 44,1 | 43,7 | 40,6 | 35,5 | 26,6 | 18,8 | 32,25 |
| Précipitations (mm)               | 3,1  | 1,9  | 1,6  | 2,4   | 2,3  | 0,4  | 0,5  | 1,1  | 1,9  | 8,6  | 6,7  | 6,1  | 36,6  |

### Hydrographie

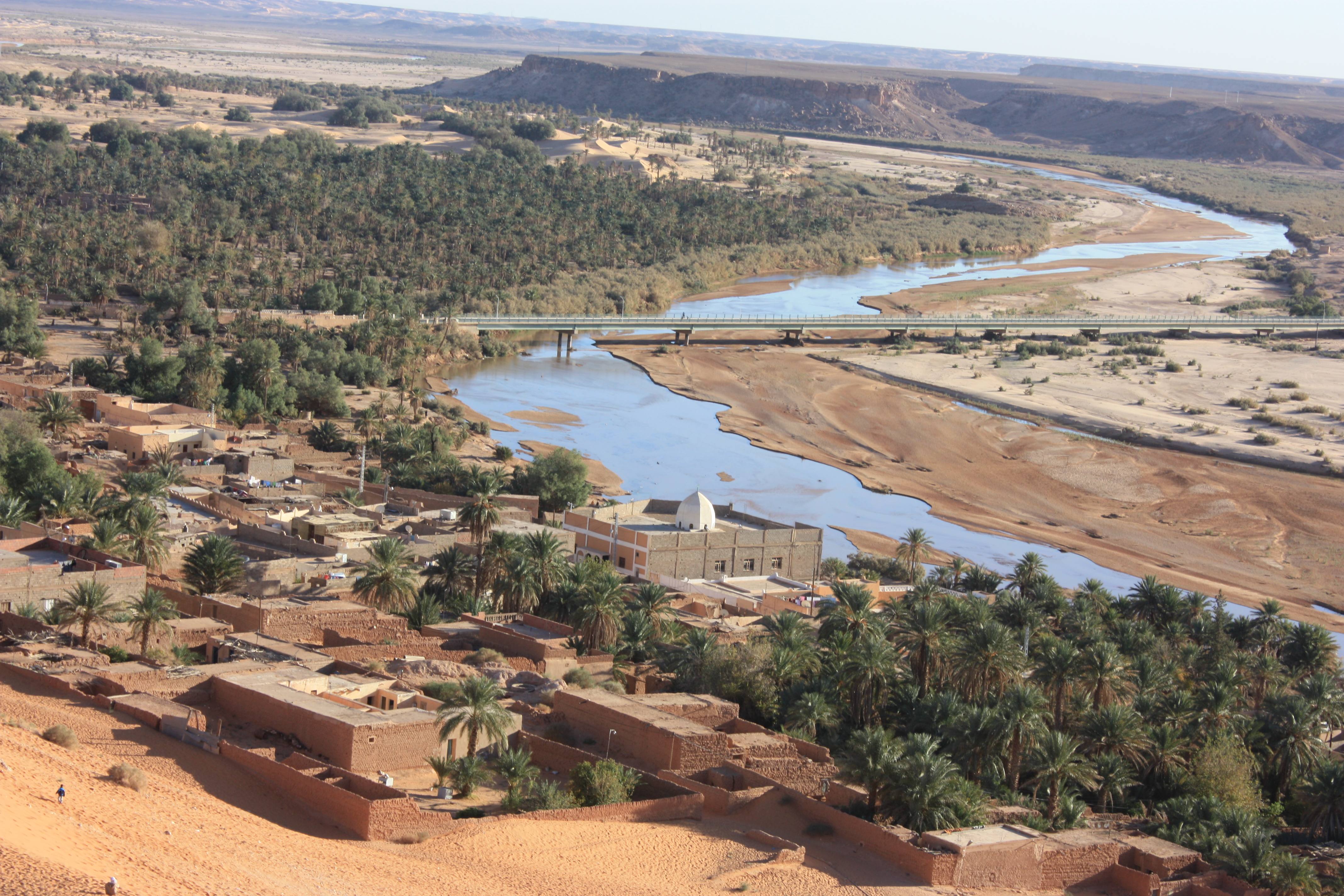
Vue sur l'Oued Saoura avec le quartier du Safat et la palmeraie.

La question de l’approvisionnement en eau a toujours joué un rôle capital car l’eau disponible a toujours été de quantité insuffisante et provient en totalité de la source de Ain Sidi Othman (débit estimé d’environ 24 l/s), appartenant à la population autochtone en vertu des contrats coutumiers. Selon l’historique de la ville, l’eau de la source était répartie sur 40 parts héritées à ce jour.
Un contrat d’accord verbal entre la population et les autorités françaises pendant l’époque coloniale permit le transfert d’une petite quantité d’eau auparavant utilisée dans l’agriculture à l’utilisation urbaine (l’école, l’infirmerie…), bientôt ce taux va se multiplier, surtout après l’indépendance à la suite de l’exode rural et la crise démographique de la ville. La baisse continue de la quantité d’eau réservée à l’agriculture pousse les agriculteurs de la palmeraie à porter plainte auprès des autorités locales afin de recouvrer leurs droits et ce depuis le début des années 1960.
Pour résoudre ce problème, la municipalité prit l’initiative de creuser des puits très profonds pour répondre aux besoins d’approvisionnement en eau potable de la ville, chose non concrétisée. Après cet échec, il a été décidé d’attribuer l’un des puits (riches en chlore) à l’irrigation.
Un projet de gestion intégrée des ressources en eau a été lancé en coordination avec les Allemands (GTZ) afin de fournir l’eau potable 24 heures sur 24, construction d’un réseau d’assainissement et une station d’épuration des eaux usées.

### Localités de la commune
Lors du découpage administratif de 1984, la commune de Béni Abbès est constituée des localités suivantes : Béni Abbès, Zeghamra et Lougarta.

### Transports
La commune de Béni Abbès est traversée par la route nationale (RN 6), dite « route des Oasis », qui relie la ville de Sig, située au nord-ouest de l'Algérie, à la ville de Timiaouine, située à  l’extrême sud de l'Algérie à la frontière avec le Mali, via Béchar et Adrar. La gare routière couvre la totalité des besoins de déplacement des habitants avec des lignes locales vers Béchar, Igli, El ouata, Kerzaz et Oulad khodeir, et une ligne extra wilaya vers Adrar. Une nouvelle route relie Béni Abbès à El Ouata, elle a coûté la somme de 30 033 900 DA, soit approximativement 300 000 euros. 
Béni Abbès dispose aussi d'un aérodrome datant de l'époque coloniale. L'aéroport le plus proche est celui de Béchar, l'Aéroport de Béchar - Boudghene Ben Ali Lotfi situé à 232 km.
La réalisation d'une voie ferrée entre Béni Abbès et Bechar est en cours d'étude.

## Toponymie
Le nom de Béni Abbès en arabe est Bani Abbàs (بني عباس), « Les enfants d'Abbàs ». C. Rames explique que l'origine de l'appellation vient du nom des premiers occupants de la ville : « Quarante ans après la mort de Sidi Othman, dans la lointaine Seguiet El Harnra (Sahara-Occidental), un certain El Mahdi Ben Youssef, de la tribu des Béni Abbès ». Rames ajoute en note : « Nous trouvons là l’origine du ksar de Beni Abbès. »
En 1662, El ayachi écrit dans son manuscrit Arrihla al ayachia : « Puis nous sommes entrés dans les villages de Bani al abbàs... ».

## Histoire

### Préhistoire

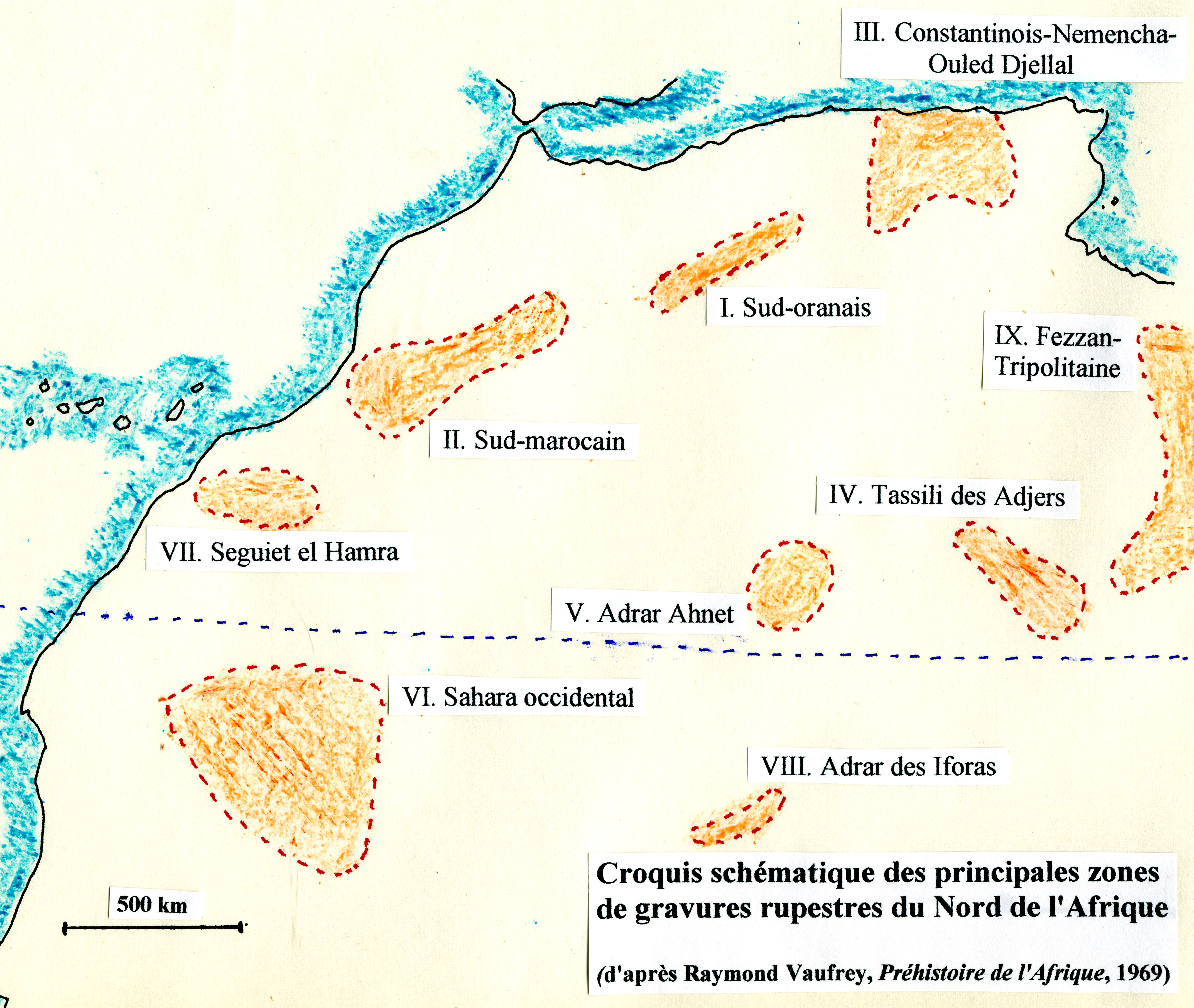
Zone de gravures rupestres du Sud-oranais (Algérie).

Le territoire de Béni Abbès était habité durant la préhistoire comme l'attestent les gravures rupestres de la région de Marhouma,. Ces gravures rupestres remontent au néolithique. Moins célèbres que les peintures rupestres du Tassili, elles font cependant l'objet d'études dès 1863.
Le panneau idéologique de Marhouma est une scène d'une complexité remarquable :

« Un orant portant sur la tête un disque barré et relié à un mammifère, entouré d'un animal blessé surmonté par un jeune et d'un homme serpentiforme. »

Les participants constituent une chaîne fermée ; la prière de l'orant établit un lien entre l'animal sacré, le chasseur, que le trait serpentiforme charge de signification, et le gibier.

### Protohistoire

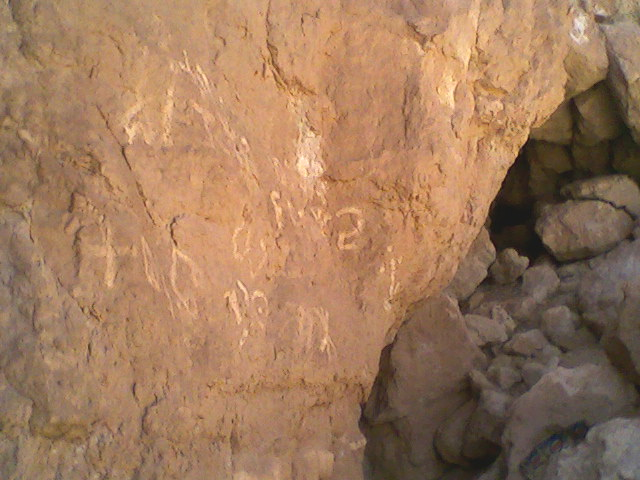
Paléographie (Tifinagh) à l'entrée de la grotte de la louve.

Peu de textes sont disponibles sur cette époque de l'histoire de Béni Abbès. En revanche, on dispose de certains éléments archéologiques et toponymiques :
- Paléographie à l'entrée de Ghar diba (en arabe : غار الذيبة), la « grotte de la louve ».
- Les appellations berbère des lieux, palmeraies, montagnes et ksour avoisinants. Ces toponymes sont antérieurs à l'arrivée des Arabes et à l'islamisation.
- Les vestiges de certains ksour dits habités par des berbères christianisés : Maurice Cortier explique dans son livre D'une rive à l'autre du Sahara : « Il existe près de Tamtert une ruine curieuse et d'origine inconnue; on l'appelle la « kasbah des chrétiens ». Par son antiquité elle serait sans nul doute intéressante à fouiller. En face s'ouvrent, parmi les roches, des cavernes profondes dont le percement ou l'utilisation semble remonter au-delà des juifs et des berbères. »[14].

### Période islamique
Les premiers habitants[Quand ?] appartiennent à la tribu des Beni Hassane. Ils construisent deux ksour, Ghar diba et Haresse el-Lil (gardien de nuit). Ils quittent ensuite les lieux pour Seguia el Hamra et la Mauritanie au XIIe siècle.
L'histoire de la fondation de l'actuel Béni Abbès débute[Quand ?] avec la légende de Sidi Othmane dit « El gherib » et son compagnon Sid Enoun. À la suite de la bénédiction du lieu par Sidi Othmane, l'eau jaillit et le pays n'est plus un désert, la végétation se développe et la vallée se garnit de roseaux, d'arbres et de pâturages.
Quarante ans après la mort de Sidi Othmane, Mehdi Ben Youssef, descendant des Beniabbes (premiers occupants de la ville), s'installe avec Ali Ben Moumen de la tribu Arib avec qui il a apporté des palmiers de l'oued Draa. Ils fondent le ksar des Oulad Mehdi, qu'habitent Youssef et Saïd, fils de Mehdi Ben Youssef, et Mohamed, fils d'Ali Ben Moumen.
La région a vécu dans la paix et la prospérité de l'agriculture et du commerce, ce qui lui a apporté un grand nombre d'immigrants de diverses régions.
Deux frères quittent ensemble[Quand ?] El Maïz à Figuig (dans l'actuel Maroc) en direction de l'est. Ali Ben Yahia, accompagné par Khalfi ben Abdel-Wassàa, s'installe à Béni Abbès et son frère fonde une confrérie dans la région de Charouine (Gourara). Ali Ben Yahia, agriculteur expérimenté, fonde le ksar des Ouled Rahou, qu'habitent Moulay et Rahou, ses enfants.
Au XIVe siècle, Moussa Ben Ali vient de Tamantit ou du Gourara pour s'installer à Béni Abbès. Très probablement, il venait de Tamantit, mais sa tribu avant de s'installer à Tamantit provenait du Gourara.
En 1593, Abu Mahali (en arabe أحمد بن عبد الله بن قاضي) s'installe à Béni Abbès. El ayachi, dans son manuscrit Arrihla al ayachia, le décrit ainsi en 1662 : « personnage qui jadis se mit en état de révolte ouverte, et dont la sédition avait commencé dans ce bourg. Aujourd'hui encore sa maison est connue et on la montre aux voyageurs».

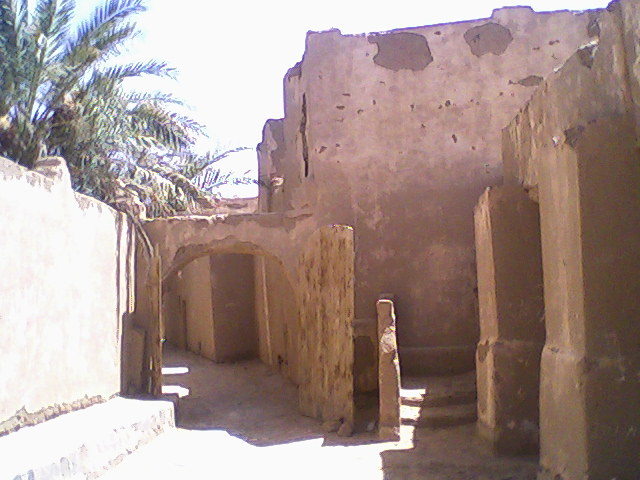
Une entrée du vieux ksar de Béni Abbès.

Le développement et la prospérité continus de la région lui apportent également des ennemis, dont les Ghenanma. Une longue période de razzia pousse les Abbabsa à porter plainte contre les Ghenanma auprès du roi de Fès. Des soldats du Makhzen dits Mkhaznia quittent Fès en direction de Béni Abbès et passent en chemin par Zaouiet Men-Laikhaf au Tafilalet, où un marabout nommé Mohamed Ben-Abdeslam les rejoint. À l'arrivée à Béni Abbès, les Mkhaznia battent les Ghenanma. Les Abbabsa, vivant alors dans des ksour séparés, demandent à Mohamed Ben-Abdeslam de s'installer avec eux pour l'étude du Coran. Il accepte à condition qu'ils construisent un nouveau ksar très bien fortifié au sein de la palmeraie, chose que les Abbabsa acceptent en laissant le choix de l'emplacement au marabout.
(source 8 impossible a lire)
En 1605, Mohamed Ben-Abdeslam fonde, au sein de la palmeraie, le nouveau ksar sous le nom de Béni Abbès.
Un peu plus tard, de Tamantit vient Taleb Belkacem Ben-Abdelah pour s'installer à Béni Abbès.
L'association des descendants de ces personnes avec les haratines forme la population dite Ababsa. Une autre population, dite Ghenanma (Ouled Hamou), vit dans un ksar indépendant.

### Période de la colonisation française

#### Occupation française
Béni Abbès a été occupée par les Français le 1er mars 1901, le général Risbourg (chef de corps de la division d'Oran qui est une division d'infanterie de l'armée de terre française qui fit notamment partie du 19e corps d'armée basé en Algérie.) l'a visitée le 2 mars de la même année.
La loi du 30 mars 1902 stipule la création de cinq compagnies sahariennes commandées par des officiers des Affaires indigènes. La compagnie de la Saoura à Béni-Abbès était forte de six officiers et de deux cent deux sous-officiers et méharistes, répartis en un peloton de commandement et trois pelotons méharistes.
En 1904, deux compagnies sahariennes se créent, l'une à Beni-Abbès, l'autre à Colomb-Béchar. Ces aménagements étaient destinés à l'organisation défensive des confins algéro-marocains.

#### Séjour de Charles de Foucauld
Au mois d'octobre 1901, le « Père de Foucauld » s'installe à Béni Abbès. Il édifie avec l'aide des soldats présents une « Khaoua » (fraternité), composée d'une chambre d'hôte, d'une chapelle, et de trois hectares de potager, achetés grâce à l'aide de Marie de Bondy. La chapelle est terminée le 1er décembre 1901. Sa vie s'organise autour d'une règle stricte : 5 heures de sommeil, 6 heures de travail manuel entrecoupé de longs temps de prières. Il est cependant très vite débordé par les longs moments qu'il prend pour écouter les pauvres et les militaires qui viennent le voir,. Il décrit à Gabriel Tourdes son état d'âme : « vivant du travail de mes mains, inconnu de tous et pauvre et jouissant profondément de l'obscurité, du silence, de la pauvreté, de l'imitation de Jésus. L'imitation est inséparable de l'amour. Quiconque aime veut imiter, c'est le secret de ma vie. Prêtre depuis le mois de juin dernier, je me suis senti appelé aussitôt à aller aux brebis perdues, aux âmes les plus abandonnées, afin d'accomplir envers elles le devoir de l'amour. Je suis heureux, très heureux, bien que je ne cherche en rien le bonheur ».

Région où se situe Béni Abbès.

Le 9 janvier 1902, il rachète la liberté d'un premier esclave qu'il appelle Joseph du Sacré-Cœur. Une partie de l'année 1902 est consacrée à un échange de correspondance avec Mgr Guérin, préfet apostolique du Sahara, au sujet de sa lutte contre l'esclavage dans le Hoggar. L'année suivante, il songe à accomplir des voyages au Maroc et à y installer une fraternité. Il voudrait être rejoint par des compagnons auxquels il demanderait trois choses : « être prêts à avoir la tête coupée - être prêts à mourir de faim - à lui obéir malgré son indignité ».
Le 27 mai 1903 Charles de Foucauld reçoit la visite de Mgr Guérin. Charles cherche un compagnon en vue de l'évangélisation et demande à aller vers le Sud afin de préparer celle-ci. Le commandant François-Henry Laperrine s'intéresse à la présence de Charles de Foucauld et cherche à le faire venir dans sa tournée d'approvisionnement vers le sud,. Charles s'y montre d'autant plus favorable que François-Henry Laperrine semble vouloir utiliser des méthodes beaucoup moins violentes que ses prédécesseurs. Le 18 juin 1903 Charles demande à Mgr Guérin l'autorisation d'accompagner Laperrine, mais la rébellion des tribus contre la présence coloniale rend impossible cette démarche. Apprenant l'ouverture de ce conflit, Charles part toutefois le 2 septembre 1903 dans le Sud afin de secourir les blessés des combats de Taghit et d'El-Moungar. Il revient et rédige une petite introduction au catéchisme qu'il intitule L'Évangile présenté aux pauvres nègres du Sahara. Quelque temps plus tard, François-Henry Laperrine lui demande de venir avec lui lors de la prochaine tournée d'approvisionnement dans le Sud. L'abbé Henri Huvelin lui écrit d'« aller où vous pousse l'Esprit ».
Charles part en tournée d'approvisionnement le 13 janvier 1904, en direction du sud, vers le Hoggar,. Le 1er février 1904 lui et ses compagnons arrivent à l'oasis Adrar où ils rejoignent le commandant Laperrine. La tournée se poursuit vers Akabli. Charles note alors tous les lieux possibles d'installation. Il collecte des informations sur la langue touarègue auprès des populations du sud du Sahara central et y commence la traduction des Évangiles afin de pouvoir la transmettre aux Touaregs.
Il découvre l'attitude de certains militaires coloniaux qui le déçoit,,. Arrivée non loin de la frontière algérienne en cours de stabilisation, la tournée d'approvisionnement doit faire demi-tour et rejoindre Tit. Charles souhaite s'y installer mais le commandant Laperrine refuse. La tournée s'achève à Ain Salah en septembre. Charles rejoint Mgr Guérin le 22 septembre 1904 et il rentre à Béni-Abbès le 24 janvier 1905.
Intrigué par Charles de Foucauld, le général Hubert Lyautey, nommé en Algérie, décide de lui rendre visite à Béni-Abbès le 28 janvier 1905. De cette rencontre naît une amitié réciproque et une certaine admiration de Lyautey pour Charles. Charles rédige au cours de cette période les Méditations sur les Saints Évangiles. Au mois d'avril 1905, le commandant Laperrine prie Charles de Foucauld de repartir avec lui dans une tournée dans le Hoggar. Après avoir demandé conseil à Mgr Guérin et l'abbé Huvelin, il participe à nouveau aux tournées d'approvisionnement,. Il part le 8 juin 1905, continue sa vie de prière tout en apprenant le tamahaq. Le 25 juin 1905 ils rencontrent l'amenokal (chef de tribu) Moussa Ag Amastan, qui décide de faire alliance avec l'autorité française. Charles de Foucauld et Moussa Ag Amastan se découvrent et semblent s'apprécier mutuellement. De leur rencontre naît une amitié profonde. Le Touareg autorise Charles de Foucauld à s'installer dans le Hoggar, ce que fait ce dernier en se dirigeant vers Tamanrasset.

### Période vichyste
Entre avril 1941 et novembre 1942, un camp d'internement et de travail est établi à Béni Abbès, sur le bord de l'oued saoura. Il est utilisé comme cantonnement d'engagés volontaires à la Légion étrangère pour la durée de la guerre (EVDG), bientôt rejoints par des travailleurs forcés la plupart d'origine polonaise (Groupe des Travailleurs Étrangers, GTE n°5). Ce GTE n°5 a été déployé pour la construction d'une route transsaharienne passant par Ksabi.
Le camp de Béni Abbès est sur la liste des camps nord-africains du ministère fédéral allemand des finances pour son programme de pensions pour les survivants. Toute personne détenue au moins six mois pouvait être éligible à une pension. 

### Mouvement national de libération
Dans la région de la Saoura, Béni Abbès a toujours été un centre important du mouvement national. C'est en 1921 que Saadoune, né à Béni Abbès émigre en France où il milite à l'Étoile nord-africaine (E.N.A) puis est désigné le 2 juillet 1926 comme membre du comité central du parti.

Béni Abbès en 1932. Photographie de Walter Mittelholzer, ETH-Bibliothek.

Depuis la fin des années 1930, Béni Abbès était le lieu d'exil de plusieurs personnalités politiques et historiques algériennes telles que Ferhat Abbas, Mohammed Memchaoui, cheikh Abdelkader El Yadjouri et cheikh Sliman Boudjnah.
À la fin de 1947, Cheikh Touhami, militant du MTLD vient de Béchar à Béni Abbès pour fonder un bureau pour son parti politique. Le Bureau politique du MTLD à Béni Abbès reste en service jusqu'en 1954, date à laquelle la majorité des militants rejoignent le FLN.

### Guerre d'Algérie
Le 11 novembre 1955, les autorités françaises découvrent les noms des personnes impliquées dans des actions de guérilla dans la lutte pour l'indépendance de l'Algérie; les membres sont emprisonnés à Béni Abbès, les responsables transférés à Bechar ou jugés et transférés à la prison de Serkadji. Après la libération des membres, ils continuent la lutte avec Trabelsi Boufeldja, qui a échappé à la détention, et Taleb-Zian.
Un maquisard du nom de Chikimi Mebrok, fait exploser une bombe[Quand ?] au milieu d'un groupe de soldats français en représailles à la répression des autorités coloniales françaises  dans la région. Il est arrêté et exécuté quelques minutes après. En conséquence, les recrues de la région au sein de l'armée française fuient pour rejoindre l'Armée de libération nationale (ALN) en deux groupes ; le premier, dirigé par Alla Ben-Lhachemi, réussit à s'échapper en possession d'une quantité d'armes et de munitions, le deuxième, dirigé par Sellam Ali, est arrêté à Bechar.
La base militaire de l'ALN à Hassi Ali est réorganisée[précision nécessaire] sous la direction de Alhadj chebir qui a déserté les rangs de l'armée française,. En octobre 1957, les habitants du ksar de la palmeraie sont expulsés par les troupes françaises à cause des activités des militants algériens et doivent construire un nouveau ksar. Après 1960, la ville reçoit plusieurs visites de Mohamed Chérif Messaadia, chargé avec d'autres officiers sous le commandement de Abdelaziz Bouteflika dit Si Abdelkader El Mali, d'ouvrir le front du Mali pour organiser des opérations militaires contre les intérêts français et lutter contre la stratégie française de la sécession du Sahara par rapport au reste de l'Algérie,. Les membres de l'ALN dans la région participent à divers combats contre les troupes françaises.

### Activités scientifiques
Le géologue franco-russe Nicolas Menchikoff (environ 1900-1992) commence ses recherches dans la région pendant les années 1920. En 1942, intervient la création, à Béni Abbès, du Centre de recherches sahariennes (C.R.S.), dont il devient directeur pour plusieurs années.
En 1946, en association avec le gouvernement général de l'Algérie, le BRP (Bureau de recherche de pétrole) crée la Société nationale de recherche et d'exploitation de pétrole en Algérie (S.N. REPAL), dont le siège est à Hydra, dans les hauts d'Alger. Avec la création de cette société, la recherche géologique débute en 1948, en association avec la CFP (Compagnie française des pétroles) dans la région de Béni Abbès, Timimoun et In-Salah mais sans aucun résultat.
En 1972, la gestion du Centre de recherches sahariennes fondé par le CNRS actuel (Centre de recherche scientifique et technique sur les régions arides)[pas clair] est transmise des autorités françaises aux autorités algériennes et dépend depuis de l'Université des sciences et de la technologie Houari-Boumediene (Bab Ezzouar, Alger).

### Après l'indépendance
La déclaration de l'indépendance algérienne le 5 juillet 1962 voit le lever du drapeau algérien à Béni Abbès tout en préservant les forces françaises dans la ville selon les accords d'Évian et le respect du cessez-le-feu,. Une délégation des maquisards est fondée à Béni Abbès avec Alla Ben-Lhachemi comme responsable politique et militaire.
Entre 1961 et 1965, l'Organisme saharien inscrit son action dans le prolongement de celui de l’O.C.R.S. et construit 1 000 km supplémentaires de routes, notamment sur les segments suivants : Béni-Abbès – Adrar, Touggourt – El-Oued, In-Amenas – El-Adeb.
En octobre 1962, s'installe à Colomb-Béchar le 2e REI (Régiment Étranger d'Infanterie) à la disposition du commandement des sites militaires au Sahara (arme nucléaire et installations spatiales d'Hammaguir).
L'administration de la ville est bien algérienne et le premier maire nommé est Ben Said Mokhtar, qui reste en poste jusqu'à 1967, date des premières élections des assemblées populaires communales. En 1963, est créé le CP de Béni-Abbès et celui de Tabelbala à partir du régiment à Colomb-Béchar. En 1967, la France évacue quatre installations militaires françaises restées actives au Sahara après l'indépendance, à l'exception de B2-Namous. À la suite de cela, les troupes de Béni Abbès se sont retirées elles aussi.
De décembre 1967 à 1971, la ville est administrée par Mohamed Mammar. Plusieurs projets ont été réalisés sous son mandat : l'hôtel Rym, le siege de daira; un college (CEM), un tribunal, des logements, un bain maure. De 1976 à 1981, la ville est administrée par Guesmia Boudjemmâa,. Sous son manda, la ville voit la construction du pont à l'entrée de la ville et la mise en service des antennes de télédiffusion.

## Démographie, population et langue

### Population
La population de Béni Abbès a été formée, au cours de l'histoire, d'un métissage de différentes tribus de provenance diverses. Cette particularité persiste de nos jours où la population, constituée de différentes ethnies, vit en harmonie. On distingue quatre ethnies principales :
- arabe : elle constitue la majeure partie de la population et en proviennent les tribus fondatrices (Oulade Mehdi, Ouled Rahou ...), Châamba et Ghenanma et Lâatawna et d'autres moins importantes ;
- arabophone : elle représente une partie importante de la population, c'est un groupe d'origine africaine autochtone islamo-arabisé ;
- berbère : une minorité constituée d'immigrants des petites villes avoisinantes, Igli et Mazzer.
- touareg : une minorité qui vient de l'extrême-sud algérien, qui a des caractères spécifiques et dont les hommes occupent les emplois de bouchers et de forgerons.

Au début du XXe siècle, la population de Béni Abbès n'atteint pas mille habitants mais juste après l'indépendance, elle s'accroît considérablement.
| Année      | 1866 | 1906 | 1941 | 1998   | 2001   | 2005   | 2009   |
| ---------- | ---- | ---- | ---- | ------ | ------ | ------ | ------ |
| Population | 600  | 620  |      | 10 152 | 12 000 | 11 450 | 11 416 |

### Langue
Presque tous les auteurs occidentaux ayant abordé le sujet de Béni Abbès disent que les ababsas parlent berbère, entre autres Henri Poisson de La Martinière (1897), Charles de Foucauld (1901-1905) et C. Ramès (1941). René Pottier (1947) partage la population de Béni Abbès en trois communautés selon la langue parlée :
- une communauté qui parle arabe, habite le vieux ksar de la palmeraie et maîtrise aussi la langue berbère, d'où le développement du gbouri qui est un arabe dialectal local. L'explorateur Allemand Gerhard Rohlf (1866) explique dans son livre Voyages et explorations au Sahara : « L'idiome employé est le chellah ; cependant tous comprennent et parlent l'arabe. »[44]
- une communauté qui parle berbère et habite le ksar de Ksiba ;
- une communauté qui parle bambara, hétérogène et qui ne vit pas dans un ksar en particulier. Les membres de cette communauté ont une peau plus brune que ceux des autres communautés.

Aujourd'hui, dans la vie courante, les ababsa parlent en général un arabe dialectal, le gbouri, proche de l’arabe classique de par son vocabulaire. Le gbouri a conservé plusieurs mots et structures syntaxiques berbères et a emprunté certains termes au français.

## Administration et politique

### Découpage administratif

Carte des départements français d'Algérie (9A~9R) et départements du Sahara 8A (Oasis) - 8B (Saoura) en 1960.

Juste après l'occupation française de la région et dans le cadre de l'administration des territoires du Sud, Béni-Abbès est devenue commune indigène dans le territoire de Ain Sefra qui exista entre 1902 et 1957,,,. Tindouf, une fois occupée, est rattachée à la commune indigène de Béni-Abbès jusqu'à 1935.
Après le remplacement des territoires du Sud par les départements français du Sahara en 1957, elle est devenue un arrondissement dans le département de la Saoura dont la préfecture se situait à Colomb-Béchar.
À l'indépendance algérienne, Béni Abbès était une daïra (arrondissement) du département de la Saoura avec Colomb-Béchar, Adrar, El Abiodh Sidi Cheikh, Timimoun et Tindouf et ce jusqu'àu decoupage administratif de 1974 qui voit le territoire du département organisé en deux wilayas : Adrar contenant la daïra de Timimoun et Béchar avec El Abiodh Sidi Cheikh, Béni Abbès et Tindouf.
Après le nouveau découpage administratif de 1984 qui érige Tindouf et El-Bayadh au rang de wilaya, Béni Abbès reste une daïra. Ce n'est qu'en 2009 qu'elle est hissée au rang de wilaya déléguée.

### Éducation et centres de recherches
Béni Abbès comporte deux C.E.M. (collèges), un lycée, nommé d'après le médecin et botaniste Ibn al-Baitar, un centre de formation professionnelle et des classes de formation paramédicale. La ville ne comporte pas d'établissement d'études supérieures.
Le Centre de recherche scientifique et technique sur les régions arides est le seul centre de recherche à Béni Abbès. Il abrite un musée (collections d'ethnographie locale, de géologie, de préhistoire et de zoologie), un jardin zoologique (très peu d'animaux encore présents mais parmi ceux-ci une tortue terrestre de grande taille), un jardin botanique et un laboratoire de recherche en biologie.

## Économie

### Tourisme
Le tourisme est le principal secteur économique de la ville. On peut distinguer plusieurs types de tourisme :

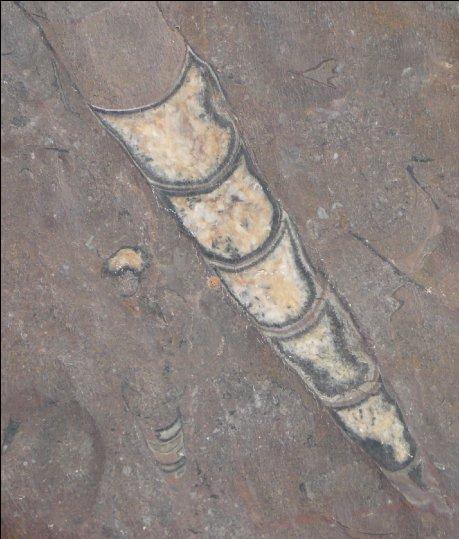
Muraille de Chine du carbonifère (Orthocères).

- saharien : randonnées à dos de chameau, visite du Grand Erg occidental et nombreuses possibilités d'excursions et de balades ;
- religieux : la fête du Mouloud ;
- culturel : festival musical et autres manifestations culturelles ;
- scientifique : chercheurs qui fréquentent le CNRZA ;
- solidaire ;
- volontaire : chantiers de volontariat et de réhabilitation des sites.

Les ksour : Béni Abbès regroupe sept ksour, dont certains sont encore habités. Le plus beau est le ksar placé au cœur de la palmeraie (type de localisation unique au Sahara), inhabité depuis 1957 et en cours de restauration, classé patrimoine architectural national.
La palmeraie : magnifique et en forme de scorpion, dont la queue est dominée par une grande dune rouge (la plus haute du Grand Erg occidental).
La piscine municipale est alimentée par une source d'eau pure sortant à 24 °C (chaude l'hiver, rafraîchissante l'été).
Muraille de Chine du carbonifère : à 30 km de Béni Abbès, sur le côté gauche de la route vers El Ouata se trouvent le gisement des Orthocères (fossiles de mollusques et poissons).

### Industrie
Hormis la centrale de production électrique, d'une capacité de 4×5 MW-TG (2008), la ville ne dispose pas de tissu industriel, d'où le taux élevé de chômage qui atteint les 60 % de la population en âge de travailler.
La centrale électrique a alimenté tous les villages situés entre Igli et Bent-Cherk jusqu'en 2010, date à laquelle les villages situés entre Kerzzaz et Bent-Cherk le sont par la centrale de Charouine. Le taux d’électrification est estimé à 95 %. La région n’est pas encore alimentée en gaz de ville. Toutefois, un projet de 17 milliards de DA pour réaliser un gazoduc de plus de 300 kilomètres approvisionnant en gaz de ville les daïras de Béni-Abbes, Béchar, Kenadza, Abadla, Taghit et Beni Ounif a été lancé en 2010.
Une limonaderie (usine d'eau gazeuse), était en activité au cours des années 1980 en tant qu'entreprise d'État, puis, entre 1998 et 2001, en tant qu'entreprise privée.

### Agriculture

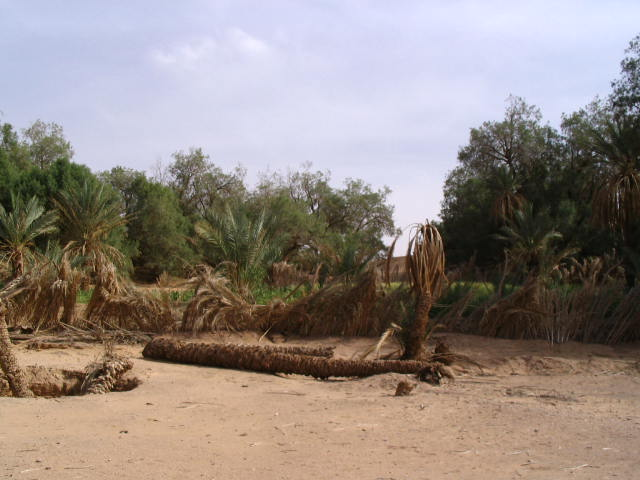
Partie de la palmeraie de Béni Abbès touchée par la fusariose.

Avec ses 40 ha, la palmeraie de Béni Abbès n'assure pas l'autosuffisance alimentaire d'une population de 13 000 habitants, d'autant plus que la plupart des parcelles sont abandonnées à cause des pratiques patrimoniales (parcelles partagées entre les enfants et devenant trop petites), du manque d'eau et de la rentabilité plus élevée du travail dans d'autres secteurs.
La superficie agricole utile est de 415 ha, répartie sur plusieurs localités de la commune, dont Jouiffa qui a la plus grande superficie, estimée à 120 ha. Seules 5 % des parcelles sont électrifiées, Ain Seguia, Ouarourout, Zghamra, etc. Il y a 250 fellahs, dont beaucoup ont abandonné leurs champs à cause de la rareté de l’eau.
La palmeraie de Béni Abbès est touchée pour la première fois par la fusariose en 1908, maladie apparue en 1870 dans le sud marocain. Une souche de Fusarium oxysporum est isolée en 1998 des sols de la palmeraie de Béni Abbès.

### Ressources minérales
Le territoire de Béni Abbès renferme de nombreuses ressources minérales, notamment le sable, utile pour la production de la brique silici-calcaire et du verre creux. Les autres minéraux se concentrent surtout dans les zones montagneuses d'Ougarta : une photo satellite des chaînes d'Ougarta montre d’importantes zones minières qui contiennent des gisements de minerais d’or, d’argent, de cuivre, de fer, de manganèse, de baryum, d’arsenic, du tungstène, du strontium et une association de plomb qui se mélange à du zinc.

## Culture

### Musées

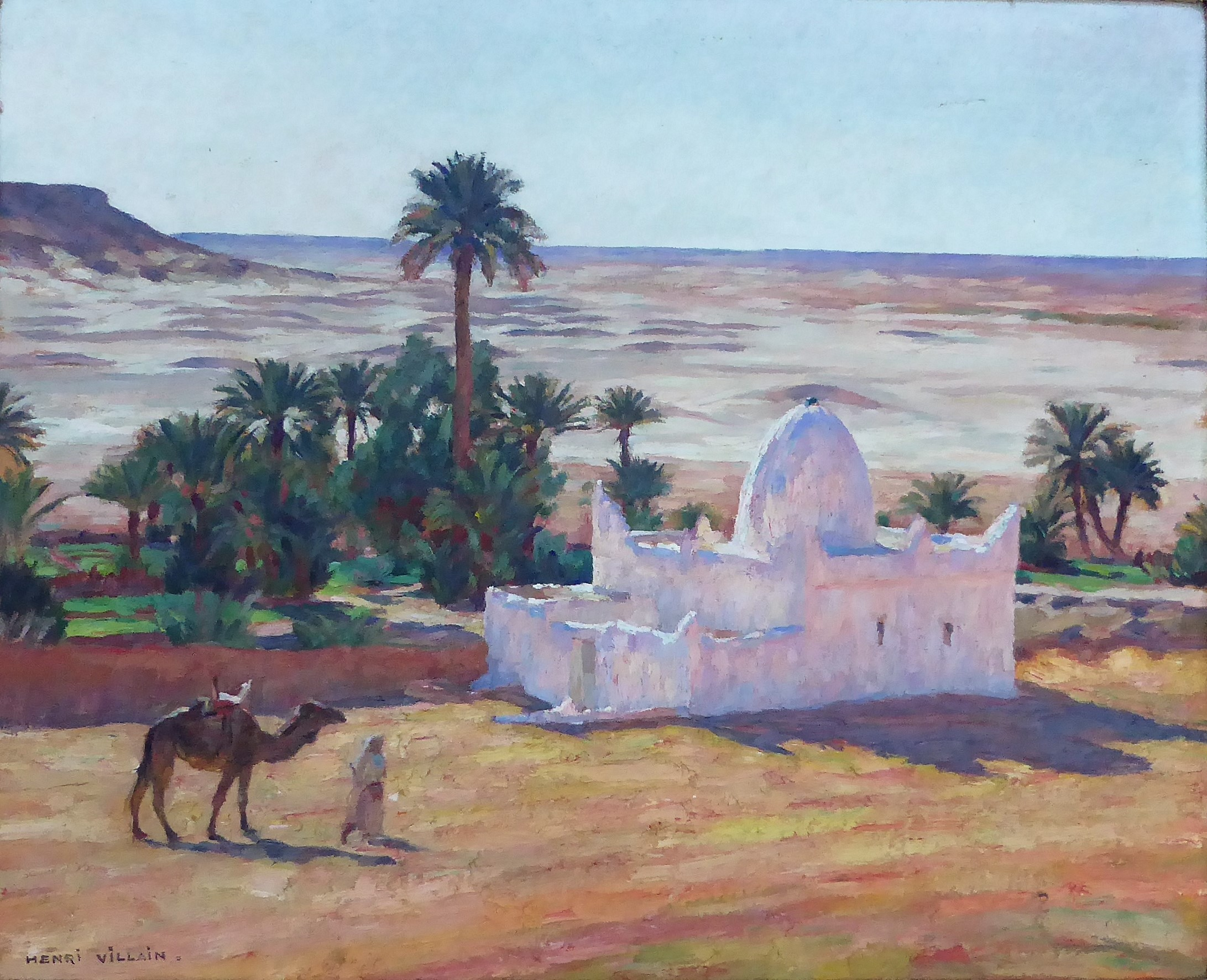
Marabout à Béni-Abbès d'Henri Villain, musée des Beaux-Arts de Chartres (1927).

Le musée de Béni-Abbès est incorporé au Centre de recherche scientifique et technique sur les régions arides. Il a été créé en raison de la richesse de cette région qui renferme des trésors importants dans un rayon de 50 kilomètres seulement dans les domaines de la géologie, de la flore et de la faune. Il comporte sept sections centrées sur Béni Abbès et sa région : préhistoire, vieux Béni Abbès, histoire naturelle, archéologie, entomologie, flore et faune.

### Musique
Les chants traditionnels de Béni Abbès tels qu'El Maya et El Hadra accompagnés de la percussion du Kallal et Tara, chantent la poésie arabe locale dans des rythmes différents (folklore).
- El Maya : ce folklore est un symbole des ababsa, joué par un groupe de chanteurs et de percussionnistes équipés d'instruments musicaux (Kallal et Tara). Ces chants traditionnels sont influencés par le ghazal et parfois par El Madih nabawi (Éloge du prophète).
- El Hadra : chant traditionnel strict pour El Madih nabawi du prophète Mahomet et Ahl al-bayt.

### Festivals et événements

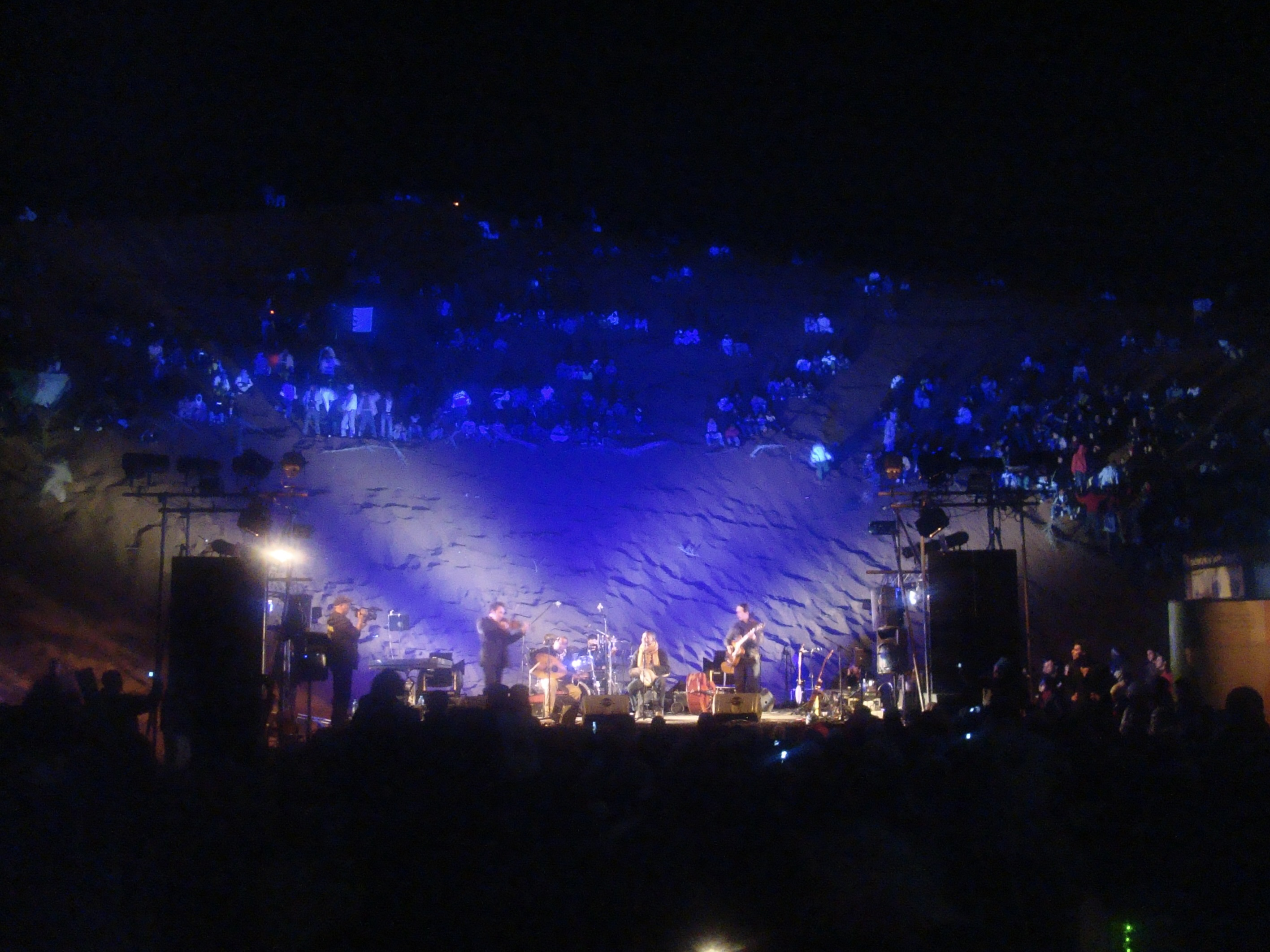
Une soirée des nuits de la Saoura aux dunes.

Béni Abbès a accueilli et accueille différents événements culturels :
- au milieu des années 1920, Citroën organise ses premiers rallyes automobiles, accueillis entre autres par Béni Abbès[62] ;
- durant les années 1930, des expositions d'art se tiennent à Béni Abbès, comme les galeries de l'artiste André Hébuterne en 1933 et 1934[63] ;
- documentaire de 1955 : Béni Abbès, la science dans le désert[64] ;
- tournage d'une partie du film Un thé au Sahara, du cinéaste italien Bernardo Bertolucci, en 1990[65] ;
- hôte de la troupe internationale de cirque cambodgien Phare Ponleu Selpak en 2005[66] ;
- héberge la 8e édition du marathon des dunes en 2007[67] ;
- jubilé du professeur géologue Jean Fabre du 19 au 21 avril 2009[68].
- Tournage d'une partie de la série télévisée Djouha, de l'artiste Hakim Dekkar, en 2010[69] ;
- 4e colloque international d’anthropologie et de musique (avril 2013)[70] ;
- le festival Nuits de la Saoura est une coopération entre deux associations : une algérienne, hillal la Saoura, et une française, Nuits métisses[71], ayant pour but d'organiser chaque année un festival musical international à Béni Abbès, la 1re édition se déroulant en décembre 2003/janvier 2004[72],[73].

### Fêtes annuelles
Chaque année à Béni Abbès, a lieu la fête du Mouloud (naissance du prophète de l'islam Mahomet). C'est l'occasion de la présentation des nouveau-nés de l'année écoulée, et d'un grand défilé en musique avec les anciens fusils, en commémoration de la paix entre les tribus et de la fondation du ksar de la palmeraie,.
Les ababsa utilisent comme toutes les musulmans le calendrier lunaire pour déterminer les événements religieux, (Aïd el-Fitr, Aïd el-Kabir, Achoura, Arafa, etc.), mais en donnant à chaque mois une appellation spéciale comme indiqué ci-dessous.
| mois en arabe                               | appellation locale (m)       |
| ------------------------------------------- | ---------------------------- |
| Mouharram (en arabe: محرم)                  | Achour (عاشور)               |
| Safar (en arabe: صفر)                       | Tabea ʻĀshwr (تابع عاشور)    |
| Rabia al awal (en arabe: ربيع الأول)        | El-Mouloud (المولود)         |
| Rabia ath-thani (en arabe: ربيع الثاني)     | Tab'eo lawel (تابعو لول)     |
| Joumada al oula (en arabe: جمادى الأول)     | Tab'eo jawége (تابعو الجاوج) |
| Joumada ath-thania (en arabe: جمادى الثاني) | Tab'eo Talet (تابعو تالت)    |
| Rajab (en arabe: رجب)                       | ch-har al-Lah (شهر الله)     |
| Chaabane (en arabe: شعبان)                  | Chaabane (شعبان)             |
| Ramadan (en arabe: رمضان)                   | Remdan (رمضان)               |
| Chawwal (en arabe: شوال)                    | El-Aïd Sghir (العيد الصغير)  |
| Dhou al qi`da (en arabe: ذو القعدة)         | Bin-Laïad (بين لعياد)        |
| Dhou al-hijja (en arabe: ذو الحجة)          | El-Aïd al-Kbīr (العيد لكبير) |

### Gastronomie
La gastronomie abbassienne est riche des différentes cultures qui se mélangent, elle est fortement imprégnée des traditions culinaires marocaines et est riche en spécificités locales, marquées par des plats traditionnels variés, parmi lesquels :
- le khobz lebsal (en arabe خبز البصل : « pain d'oignon ») est un pain non levé fait à base d'oignon (il n'a pas gonflé sous l'effet du levain ou de la levure). Après la préparation de la pâte faite d'un mélange d'eau et de farine, on farcit la pâte d'une sauce préparée avec des oignons, de la tomate, du piment piquant (facultatif) et de l'huile (huile d'olive de préférence) ;
- le ṭaʿām (en arabe طعام : «Couscous») est un plat populaire dans de nombreux pays, mais il a une méthode de préparation typique de Béni Abbès, ce qui fait de lui le premier plat d'hospitalité ;
- Erkkik (en arabe الرقيق) désigne des feuilles de pâte préparées à l'aide d'un plateau spécial (tadjine en arabe طاجين), laissées à sécher un certain temps. Ces feuilles séchées sont disposées en morceaux dans une assiette puis mouillées avec une sauce spécialement préparée.

## Mouvement associatif
La création d'associations à Béni-Abbès débute avec la loi du 4 décembre 1990 qui les autorise. Elles se sont engagées dans le domaine des échanges, dans les chantiers de jeunes et les chantiers de volontariat (l'ADESF et l'association Ouarourout), dans la défense de l’environnement (l'association Salle Pédagogique de l'Environnement des Zones Arides|association ASPEZA, dans « l'éducation pour le développement durable » (pour former des citoyens capables d'affronter les défis actuels et à venir et la préservation de l'environnement des zones arides), dans l'entretien et le renouveau du patrimoine culturel, notamment musical (association El maya, hillal la Saoura), la promotion de l’artisanat, la pratique du ski sur sable, l'organisation de courses de chameaux (association el khayma).

## Sport
Les sports les plus pratiqués à Béni Abbès sont le football, le handball et l'athlétisme. D'autres sports sont également pratiqués tels que le ski sur sable, le volley-ball et la natation. Béni Abbès avait un club de football à la fin des années 1950, l'un des plus anciens clubs de la région. Les athlètes les plus connus originaires de Béni Abbès sont :
- Touhami Nahida : athlète spécialiste des 800 et 1 500 m[78] ;
- Bergoug El Hadj : gardien de but de handball de JSK.

### Jumelages
Béni Abbès est jumelée avec les villes suivantes :
- Sidi Ghilès (Algérie) (Tipaza)
- Septèmes-les-Vallons (France)

## Patrimoine

### Faune et flore
L'écosystème saharien occupe tout le territoire de Béni Abbès. Bien que la flore et la faune ne soient pas aussi étendues que dans d'autres parties de l'Algérie, une grande variété de plantes et d'animaux s'y trouvent. Le plus surprenant est la gamme de flore et de faune qui a réussi à survivre dans le désert et le climat aride.
La végétation de Béni Abbès est essentiellement de type désertique. Les rares précipitations influent sur le développement végétal des différents types de terrains du secteur : hamada (désert rocheux), erg et oued.
Des arbres d'acacias et des herbes sauvages sont dispersés sur la Hamada et en montagne, surtout au voisinage de Zeghamra. Certaines herbes sauvages de la région sont médicinales et traditionnellement utilisées par les habitants pour traiter plusieurs maladies. Ces herbes sont entre autres ouezouaza (Santolina rosmarinifolea), gartofa (Santolina chamaycyparissus), et shih (Artemisia herba-alba). La terfesse (Terfé ziacées) est un champignon utilisé dans la gastronomie abbassienne.
Au niveau de l'erg, se développe une plante fixatrice des dunes, rtéme (Retama raetam). La plante prédominante de l'oued est le Fnine (Tamaris), plante résistante aux sols salins.

Flore
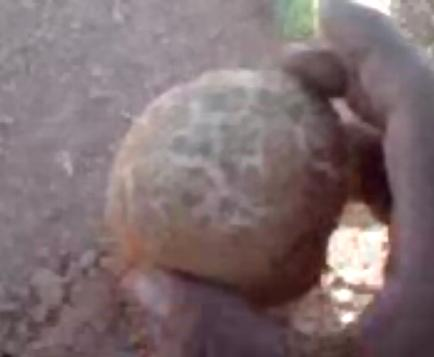
Terfesse (Terfé ziacées).
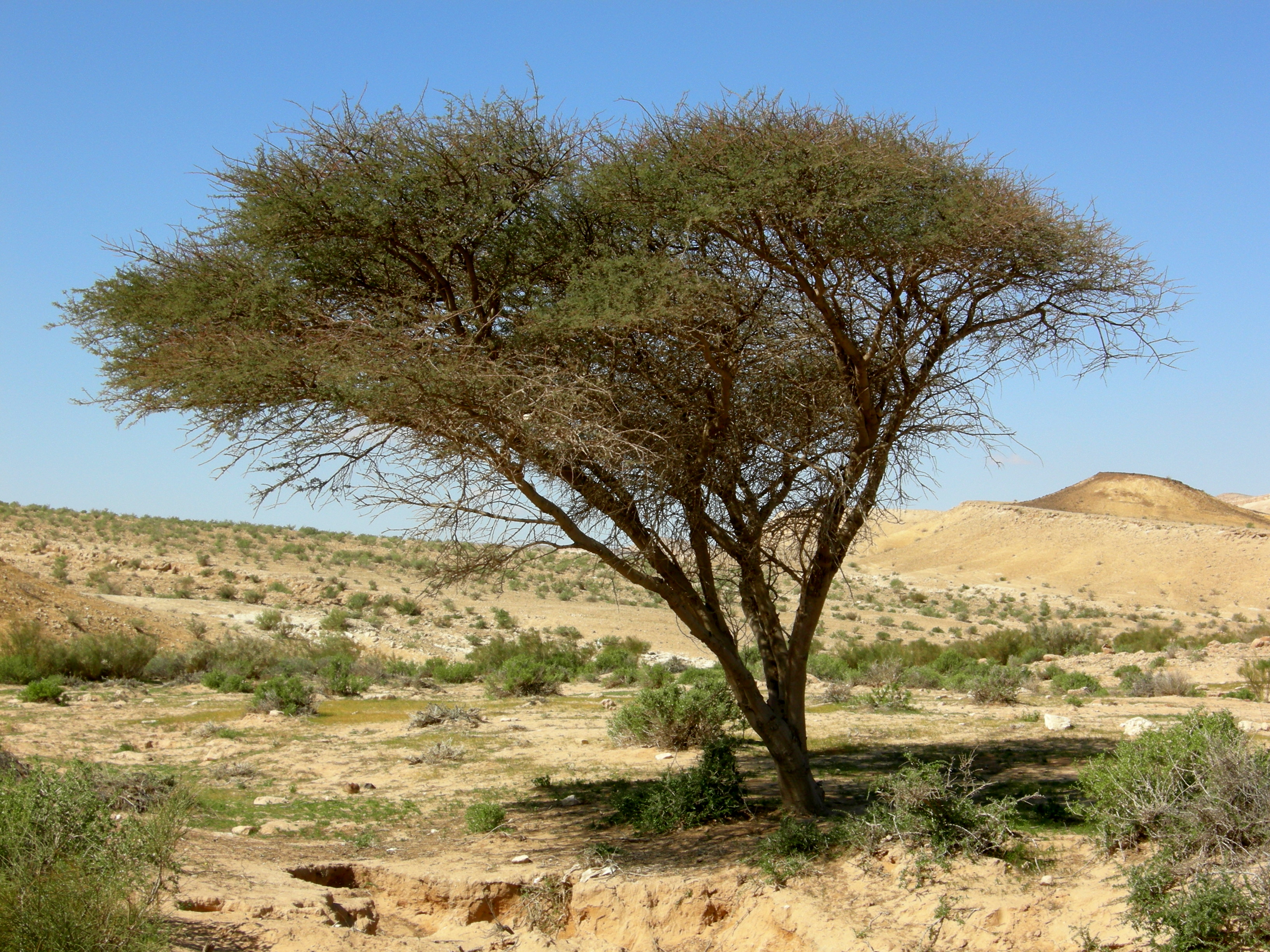
L'acacia.
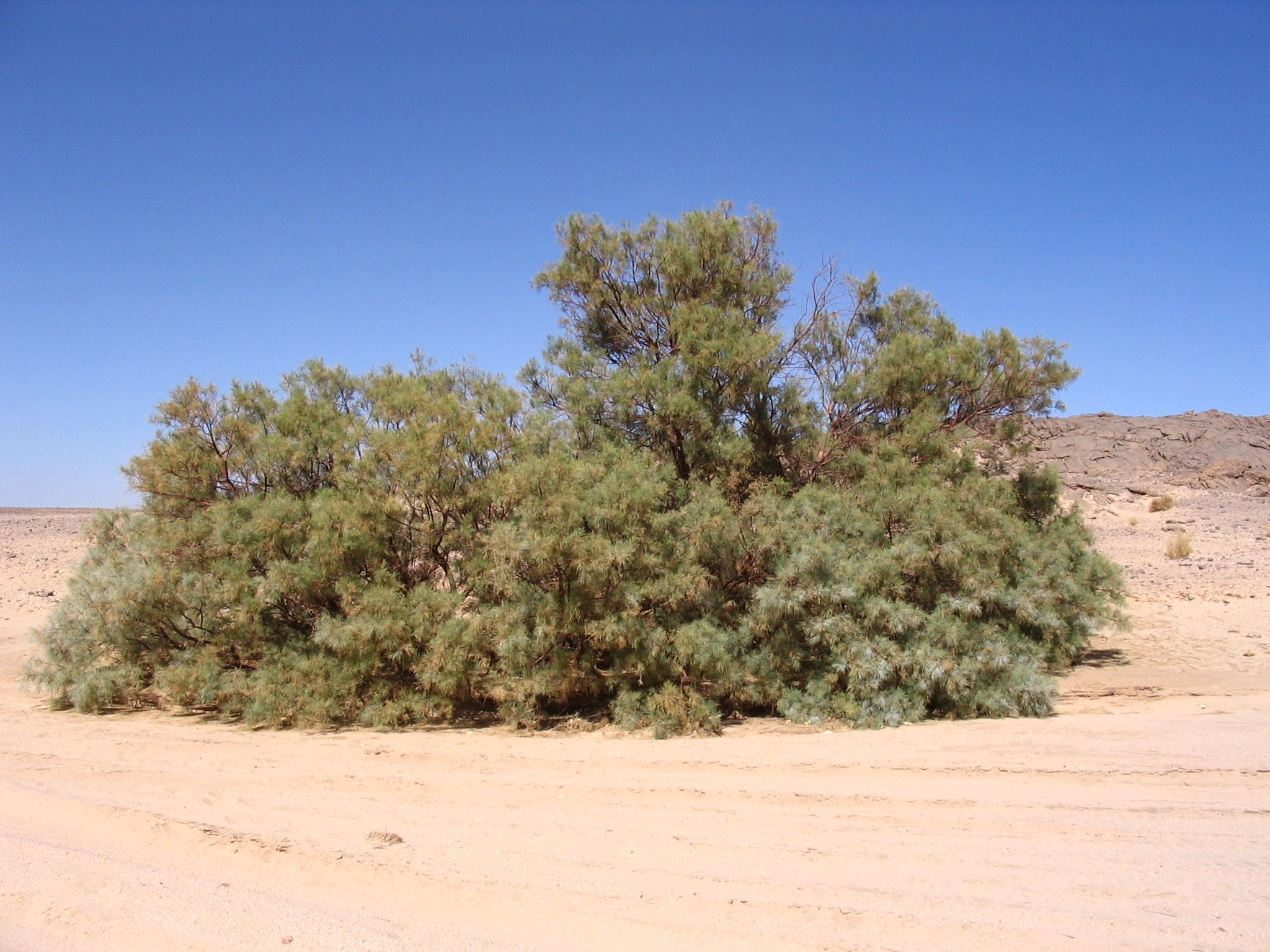
Tamaris.

De nombreuses espèces animales des régions sahariennes sont signalées à Béni Abbès. Les mammifères les plus importants à signaler sont les gazelles dorcas (Gazella dorcas) et leptocère ou Rym (Gazella leptoceros), très menacées par la chasse non contrôlée. Le chat des sables (Felis margarita), la hyène rayée (Hyaena hyaena) et le fennec (Vulpes zerda) sont rarement observés.
On peut compter parmi les reptiles qui existent dans la région le poisson de sable (Scincus scincus), le dob (Uromastyx) et d'autres espèces. On compte aussi, parmi les rongeurs, Psammomys obesus, Gerbillus Pyramidum et le mérion de Libye (Meriones libycus).

Faune
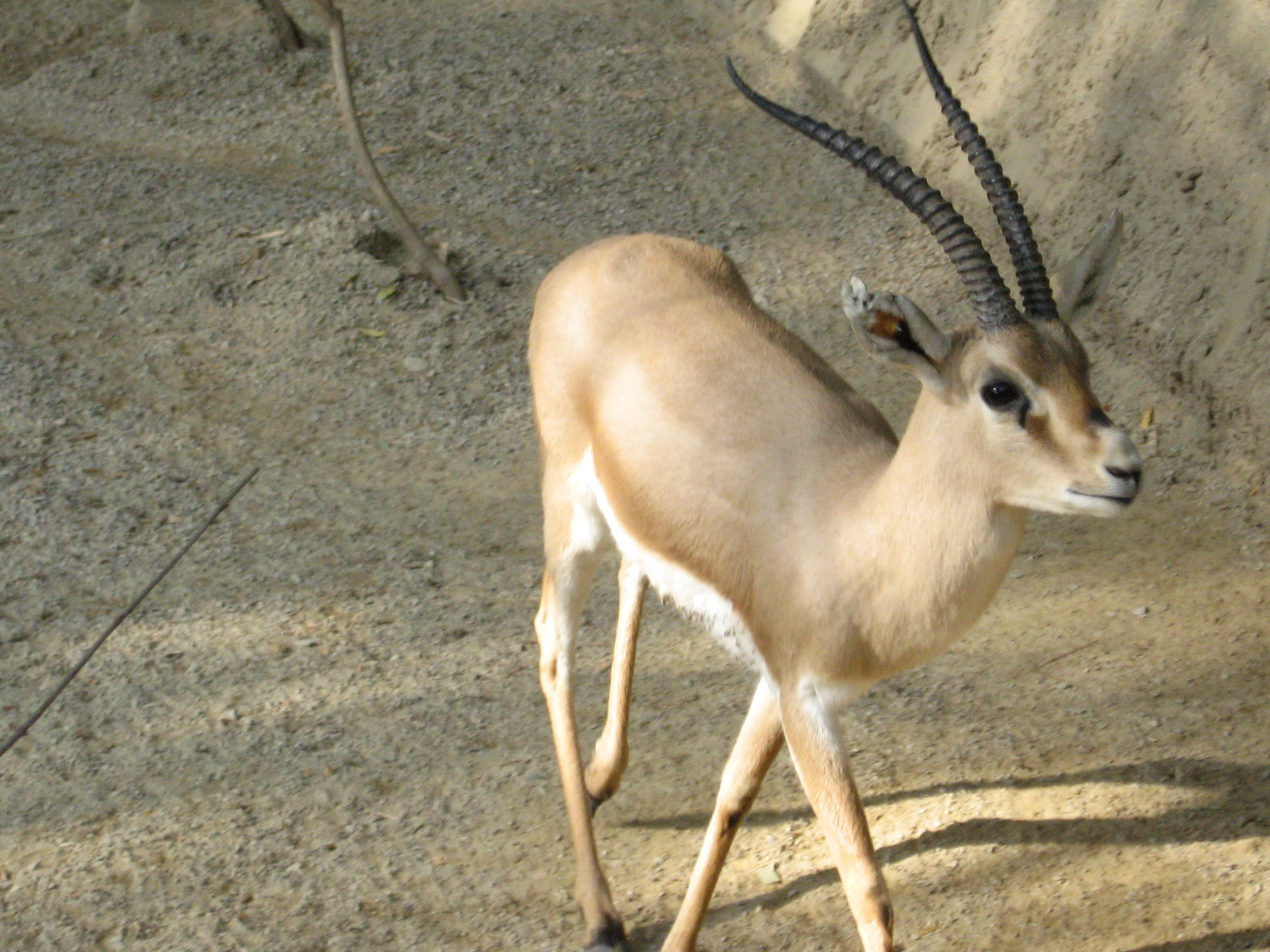
Gazelle Rym (Gazella leptoceros).
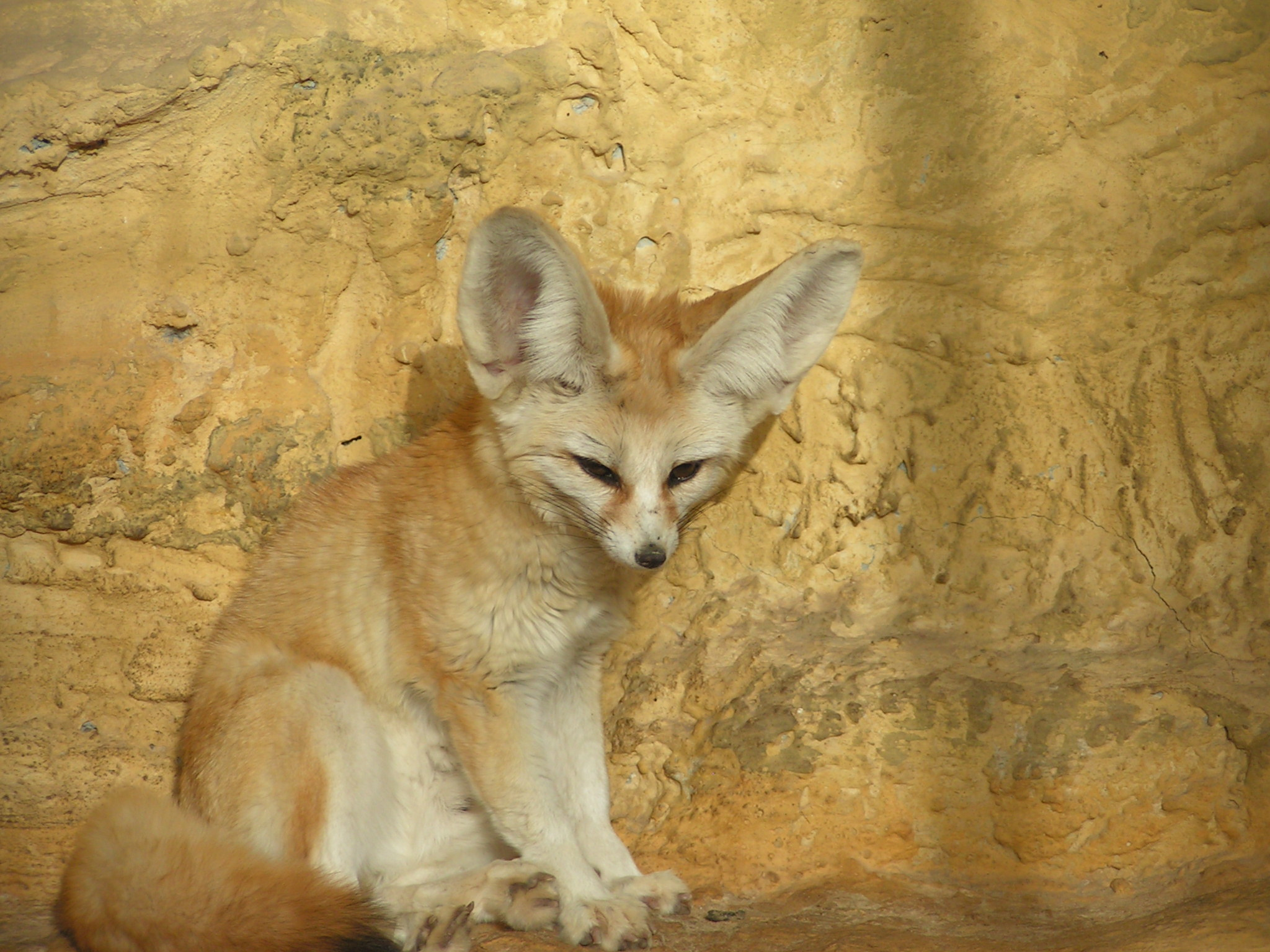
Fennec (Vulpes zerda).
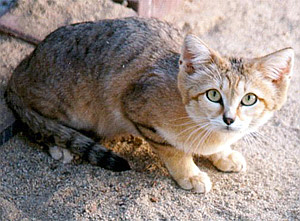
Chat des sables (Felis margarita).
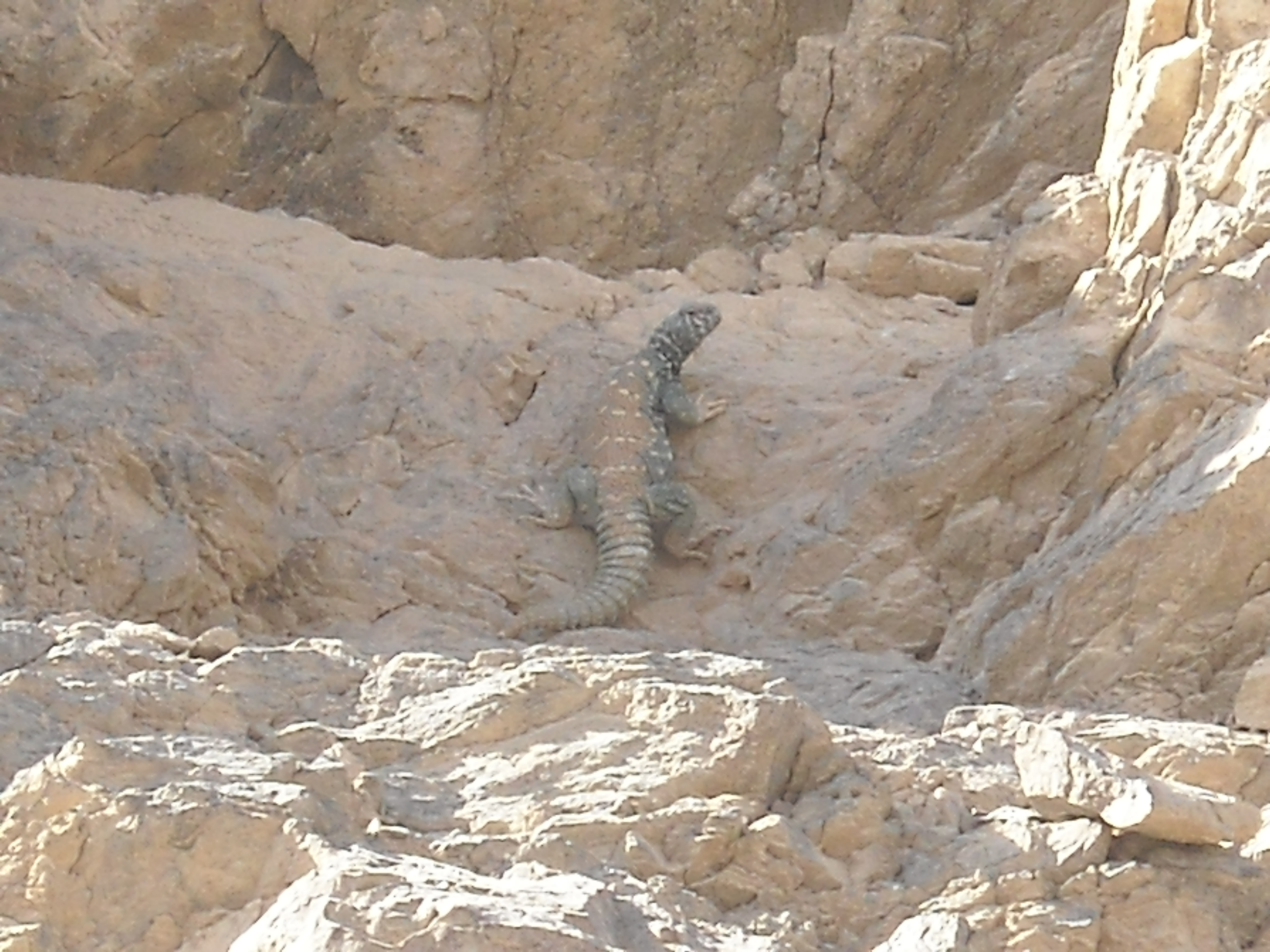
Dob (Uromastyx).
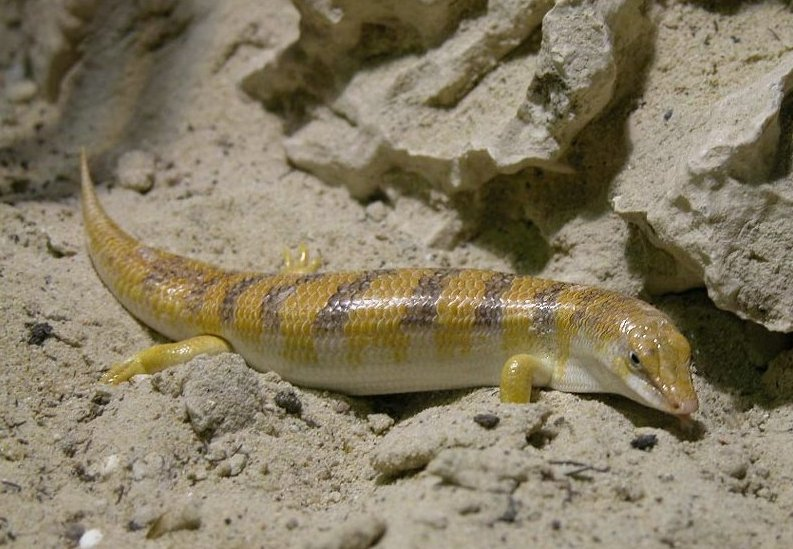
Poisson de sable (Scincus scincus).

Parmi les oiseaux rencontrés à Béni Abbès, on note le moineau domestique (bou-ali), le moineau espagnol (bou-tkélém) et des rapaces tels que el-béz (Accipiter gentilis), le faucon lanier (skàr) et la chevêche d'Athéna (el-bouma)[réf. nécessaire].
Ces dernières décennies voire centaines d'années, on a signalé l'extinction de plusieurs espèces animales, en raison de la sécheresse et du manque de proies, l'autruche (Al-naàme)[réf. nécessaire] et le guépard par exemple.

Oiseaux
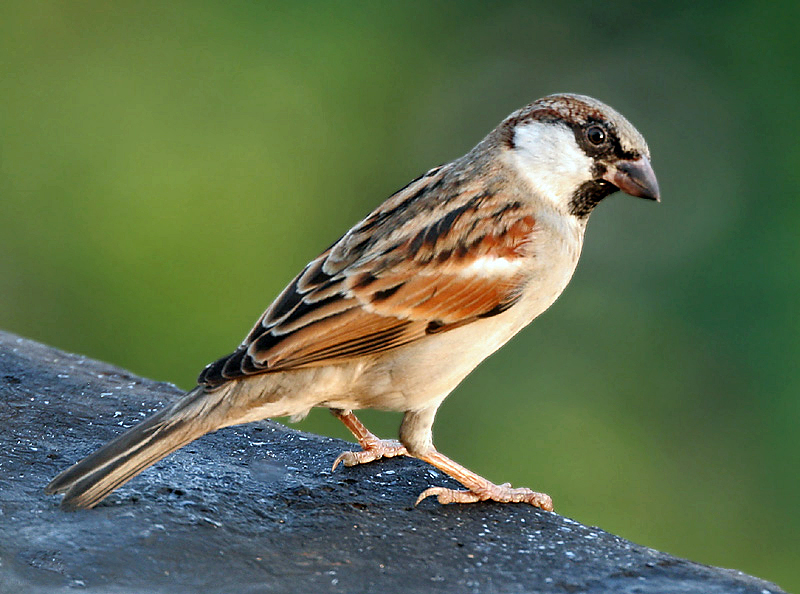
Moineau domestique (Bou-Ali).
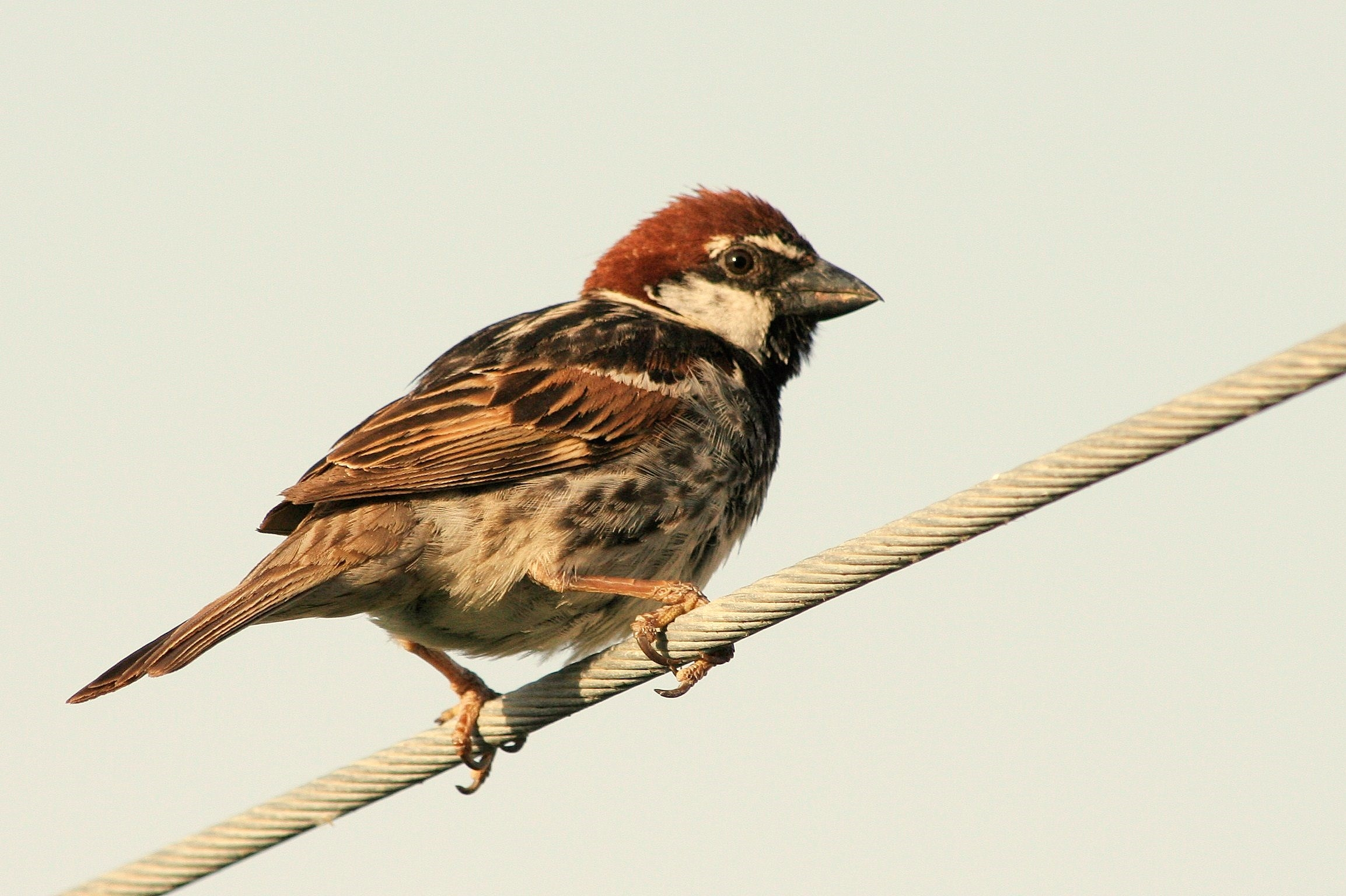
Moineau espagnol (Bou-Tkélém).
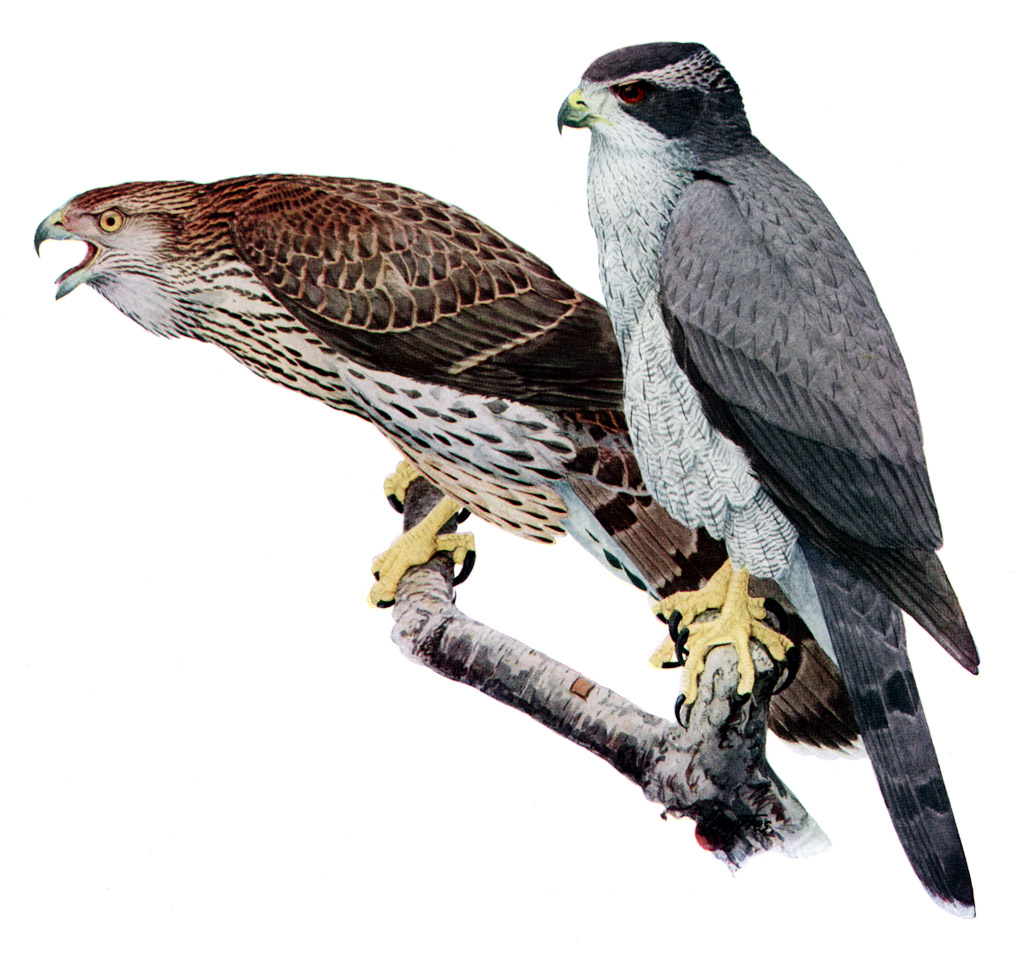
El-Béz (Accipiter gentilis).
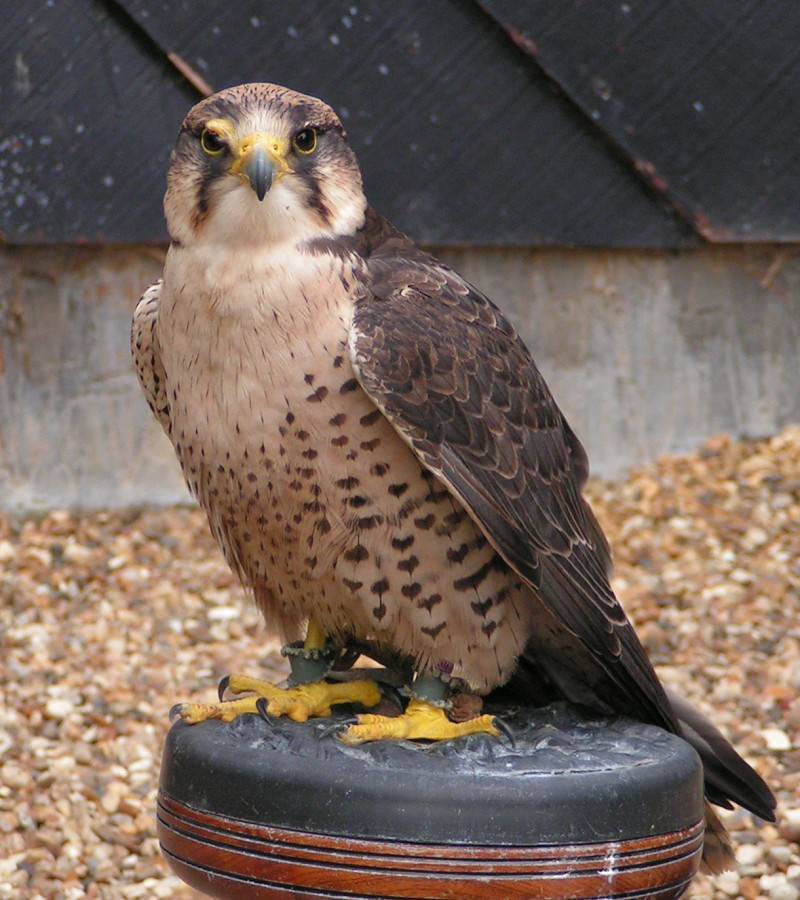
Faucon lanier (Skàr)
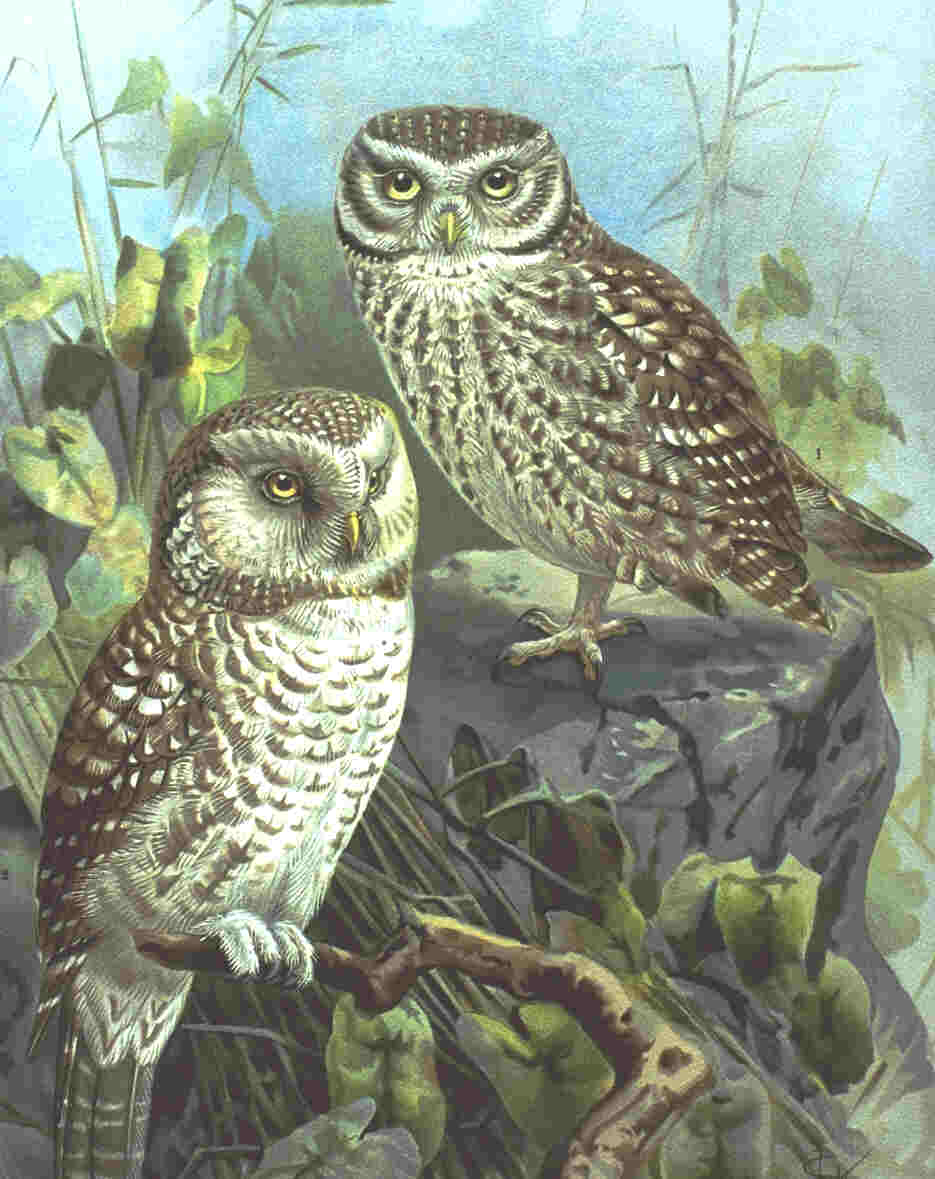
Chevêche d'Athéna (El-bouma).

## Urbanisme
Si les quartiers historiques (Safat, Tlayat, Souiguiat) mêlent les architectures musulmanes et locales, le plateau, avec ses immeubles et son front d'oued, est représentatif de l'architecture française et moderne. Le siège de la daïra et la maison Citroën qui dominent la falaise sont les représentants type de l'architecture française de l'époque coloniale. On peut ajouter à ce type architectural, le siège du Centre de recherche dans les zones arides, l'ancienne infirmerie et le quartier des colons dit «Karté».
Les quartiers historiques gardent leur architecture ancienne même si la superficie des logements a changé. La façon de construire et les matériaux de construction sont restés presque les mêmes jusqu'à l'introduction récente de nouveaux matériaux comme le ciment et la brique. À Safat se trouve la plus ancienne mosquée de la nouvelle ville qui date de 1957 (celle du ksar date de 1605).
Un quartier voisin du Souiguiat a été construit et habité par les Juifs, du début du XXe siècle jusqu'à l'indépendance de l'Algérie. Ces juifs, amenés par les autorités françaises, bénéficiaient du décret du 24 octobre 1870 donnant la citoyenneté française aux 37 000 juifs d'Algérie.

### Édifices religieux
Béni Abbès compte des édifices religieux de l'islam et du catholicisme. En revanche, elle ne comporte pas de synagogue. L'édifice religieux le plus ancien est la mosquée du vieux Ksar, qui remonte au début du XVIIe siècle (1605). Il y a ensuite la chapelle de Charles de Foucauld, qui date de 1901. Tous les autres édifices sont des mosquées ou des écoles coraniques fondées après l'abandon du vieux ksar en 1957.

### Personnages religieux et mausolées
Béni Abbès compte plusieurs saints patrons (Aoulia Allah Salihin), auxquels sont dédiés des mausolées (Goubba). On compte une dizaine de tombes de dignitaires religieux mais seuls deux ont un mausolée. Il y a deux saints patrons pour l'ensemble des Abbabsa :
- Sidi Othman dit El Ghrib, venu d'Égypte, fondateur de Béni Abbès et créateur de sa source selon la tradition orale. Sa tombe se situe dans le cimetière qui porte son nom ;
- Sidi Mohamed Ben-Abdeslam, qui a unifié les tribus et fondé le ksar de la palmeraie, sa tombe est dans la mosquée du vieux ksar.

Les deux mausolées qui existent à Béni Abbès sont dédiés à :
- Sidi El Hadj Mhamed Ben Ahmed, saint patron des Ouled Ali Ben Moussa. Son mausolée est à l'entrée de la ville sur la rive droite de l'oued Saoura, dans un ancien cimetière ;
- Sidi Mohamed Ben Abbou, saint patron des Oulad Mehdi, son mausolée est dans le cimetière et sur le plateau qui portent son nom.

Les autres saints sont des saints tribaux référencés dans la liste déroulante suivante :

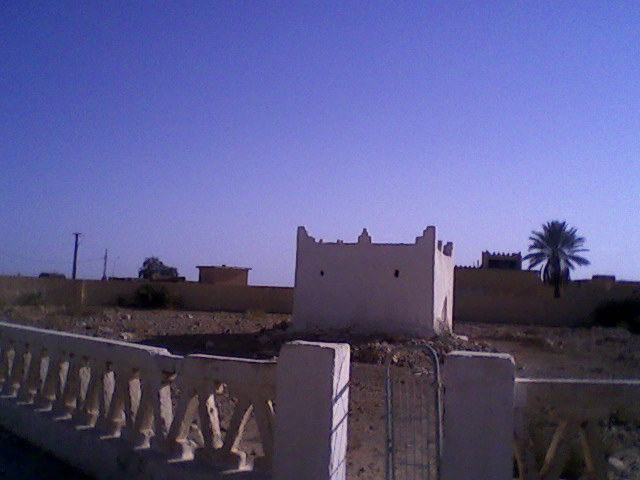
Mausolée de Sidi Mohamed Ben Abbou.
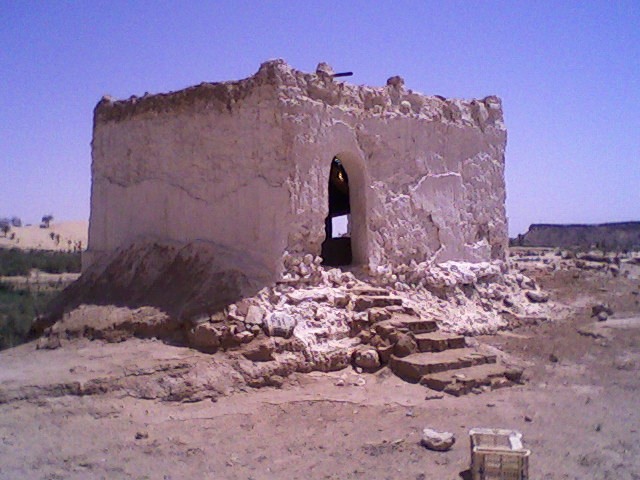
Mausolée Sidi El Hadj Mhamed Ben Ahmed.
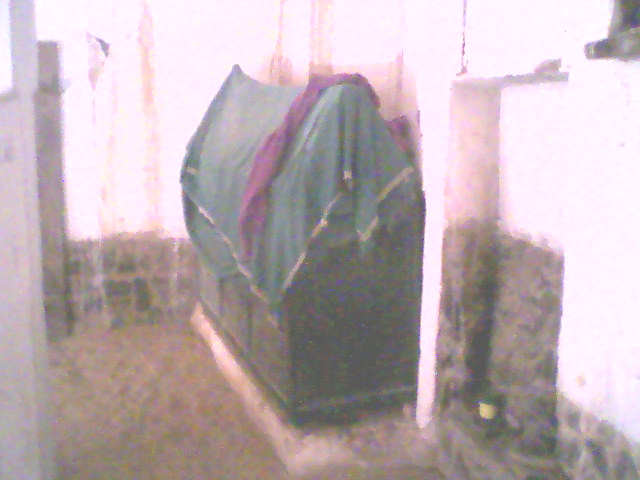
Tombe de Sidi Mohammed Ben-Abdeslam.
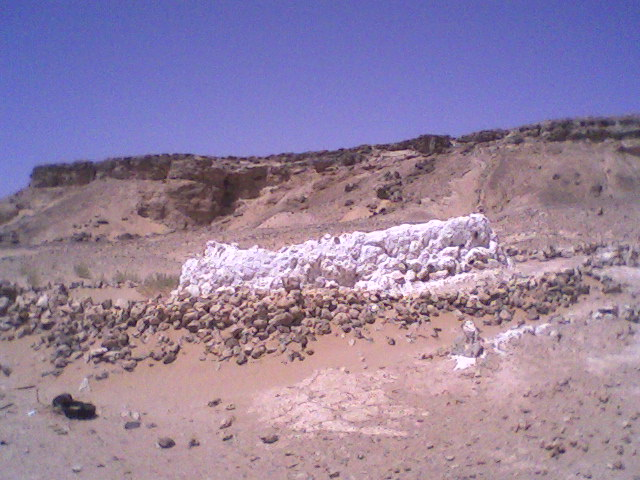
Tombe de Sidi Redouan.

### Cimetières
Le cimetière de Sidi Othman est un nom commun à deux cimetières à la fois, le lieu d’enterrement actuel de la ville et le lieu d’enterrement du saint Sidi Othman el-Gharib qui est considéré comme le plus ancien de la ville (pas d'information sur les lieux d’enterrement des Beni Hassane). Les anciens cimetières datent de l'époque antérieure à la fondation du vieux ksar : le cimetière de Sidi Mohamed Ben Abbou, le cimetière de Sidi Ali Ben Yahia et le cimetière de Sidi El Hadj Mhamed Ben Ahmed.
Béni Abbès avait des cimetières pour l'enterrement des juifs et des chrétiens, un cimetière des chrétiens sur le plateau (à côté de l'actuelle polyclinique) et l'autre à côté de la chapelle de Charles de Foucauld, en plus d'un cimetière pour l'enterrement des juifs[évasif]. Il existe également un tout récent cimetière réservé aux martyrs de la guerre d'Algérie, à l'entrée de la ville sur le côté gauche de la route.

Cimetières
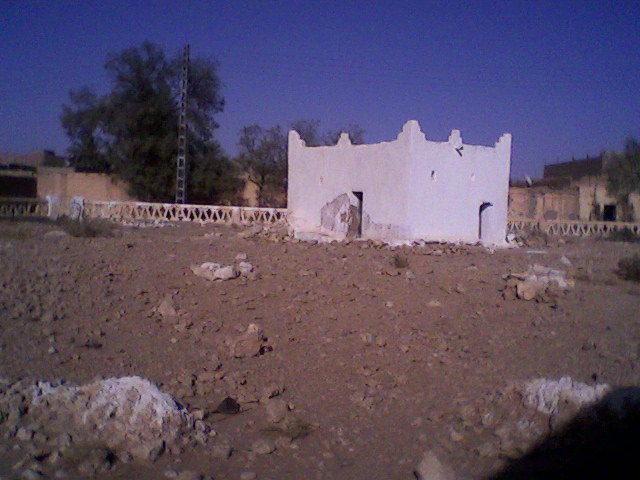
Cimetière de Sidi Mohamed Ben Abbou.
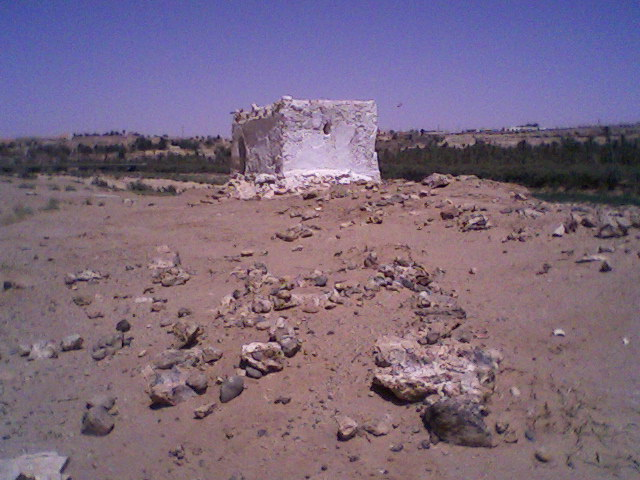
Cimetière de Sidi El Hadj Mhamed Ben Ahmed.
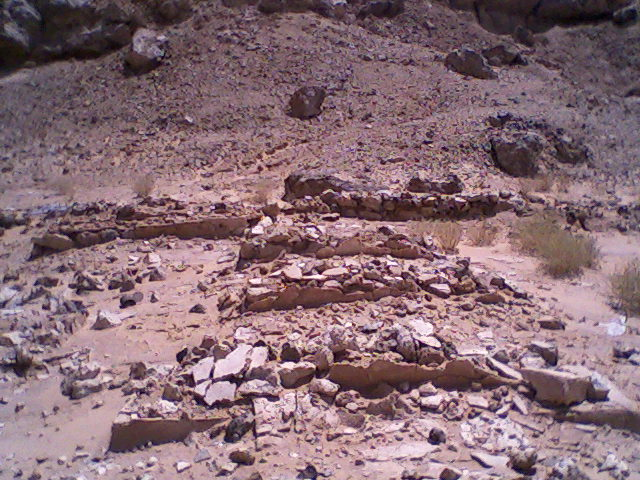
Cimetière juif (XXe siècle).
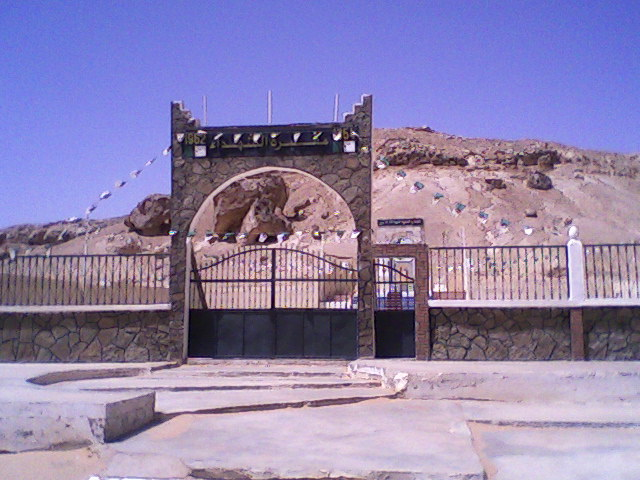
Cimetière des martyrs.